# Linz
Pour les articles homonymes, voir Linz (homonymie).
Linz, aussi connue en français sous le nom de Lintz,,, est une ville du Nord-Ouest de l'Autriche, capitale du Land de Haute-Autriche (Oberösterreich), sur le Danube. Avec 212 578 habitants au 1er janvier 2024 (approximativement 801 000 dans la région métropolitaine), elle est la troisième ville du pays.
En 2009, Linz a été choisie comme capitale européenne de la culture. Depuis décembre 2014, Linz est membre du Réseau des villes créatives de l'UNESCO (UCCN) en tant que ville des arts numériques. Ce titre distingue les villes pour leur enrichissement du style de vie urbain au travers du parrainage et de l'intégration réussie de l'art médiatique et de l'implication de la société dans ces formes d'art électronique.
Un citoyen illustre était Jean Kepler, qui passa quelques années dans la ville et découvrit le 15 mai 1618 les trois lois du mouvement des planètes.
Anton Bruckner est un autre citoyen célèbre qui a travaillé entre 1855 et 1868 en tant que compositeur et organiste local dans la vieille cathédrale de Linz. La Brucknerhaus porte son nom.
Le compositeur Wolfgang Amadeus Mozart a composé la Linzer Sinfonie et la Linzer Sonate à Linz en novembre 1783. 
Enfin, Linz est célèbre pour le gâteau Linzer (Linzer Torte), qui serait le plus vieux gâteau au monde, sa première recette datant de 1653.

## Districts
La ville est divisée en 12 districts :
- Ebelsberg
- Pichling
- Neue Heimat
- Kleinmünchen, Scharlinz
- Franckviertel, Hafenviertel
- Bindermichl, Spallerhof, Oed
- Bulgariplatz
- Freinberg, Froschberg, Bahnhofsviertel

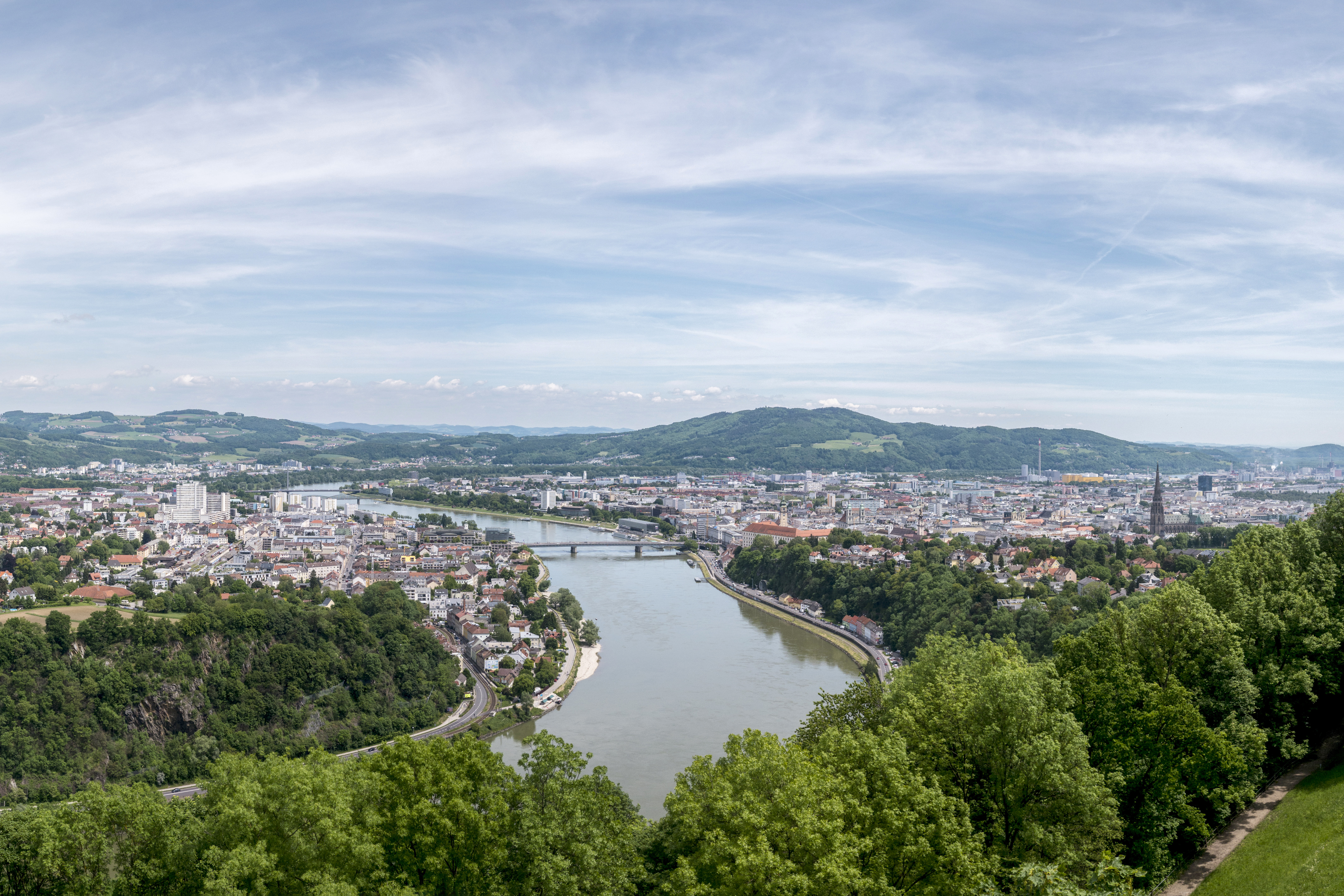
Panorama de Linz.

- Linz-Zentrum
- Uhrfahr-Zentrum, Pöstlingberg
- Dornach, Auhof, Magdalena
- Gründberg, Harbach, HeilhamPanorama de Linz.

## Infrastructures
Linz compte de nombreuses écoles ainsi que divers hôpitaux et cliniques. Les transports en commun sont bien développés : il y a 4 lignes de métro léger, une ligne de tramway qui remonte la montagne et 47 lignes de bus.

## Histoire
| Appartenances historiques Duché d'Autriche 1156–1453 Archiduché d'Autriche 1453–1804 Empire d'Autriche 1804-1867 Autriche-Hongrie 1867-1918 République d'Autriche allemande 1918-1919 Autriche 1919-1938 Reich allemand 1938-1945 Autriche occupée 1945-1955 Autriche 1955-présent |

### Préhistoire et Antiquité
Vers 400 avant notre ère, de nombreuses colonies celtiques se sont développées dans le Danube dans les limites actuelles de la ville. Probablement le règlement sur le Freinberg était déjà appelé Lentos - le nom celtique pour flexible ou courbe.
Dans les temps anciens, Linz faisait partie de l'Empire romain. Linz a été mentionné pour la première fois dans le Manuel d'Etat romain Notitia dignitatum comme "Lentia". Pour sécuriser la connexion sur le Danube au milieu du premier siècle, les Romains ont construit un fort de bois à terre, qui a été remplacé par un plus grand fort de pierre. Lentia a été détruite plusieurs fois après le deuxième siècle par les invasions germaniques, mais a survécu aux migrations et a donc une continuité de la colonisation jusqu'à la fin de l'Antiquité.

### Moyen Âge
La ville se gouvernait elle-même ainsi que sa province du Saint-Empire romain germanique et était un chemin de passage important entre plusieurs routes commerciales, comme le Danube ouest-est et l'axe nord-sud entre la Bohême et la Pologne au nord, et les Balkans et l'Italie au sud. Sous le règne de Charlemagne, Linz reçut diverses missions concernant le marché et le devoir de Traungau. Sous le règne des Babenberg, Linz fut transformée en ville conçue, enveloppant le vieux centre-ville.
Même politiquement, la ville a connu un développement important : l'Empereur Habsbourg Frédéric III choisit Linz comme ville résidentielle et en fit le centre du Saint-Empire romain germanique de 1489 à 1493.

### Âge moderne
Jean Kepler a découvert le 15 mai 1618 à Linz les trois lois du mouvement planétaire. Johannes Kepler est le nom de l'université locale, la seule d'Autriche ayant adopté le système de campus.
La seconde voie ferrée du continent européen, construite entre 1825 et 1832, relia la ville à Budweis puis à Gmunden.
Le musicien Anton Bruckner, de 1855-1868, travailla comme compositeur local et organiste de la cathédrale de la ville. Cette fonction le marqua plus tard, alors compositeur de grandioses symphonies. Aujourd'hui, son nom est porté par une des salles de concerts/spectacles ("Brucknerhaus") ainsi que par l’université Anton Bruckner pour la musique, le théâtre et la danse.
Au milieu du XIXe siècle, l’industrialisation a également commencé à Linz. En 1840, Ignaz Mayer fonde avec le chantier naval de Linz la première grande entreprise de transformation des métaux. L'industrie textile a également été un secteur très important pour Linz.

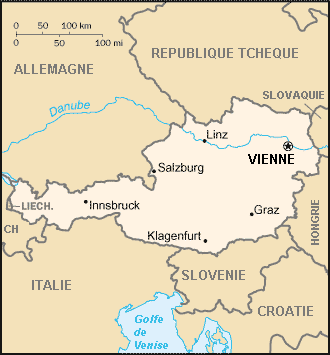
Carte de l'Autriche.

### Seconde Guerre mondiale
Près de Linz, dans la ville de Leonding, Alois Hitler et Klara Polzl, les parents d'Adolf Hitler sont enterrés. Adolf Hitler fréquenta lui-même l'école (Fadingergymnasium) de Linz, mais la quitta pour poursuivre sa scolarité dans une école de Steyr (Haute-Autriche). Hitler projette de faire de Linz une métropole et à cette fin il envisage la restructuration quasi complète de la ville, selon les plans de l'architecte Hermann Giesler, devenu manifestement après Speer durant les derniers jours du Reich son nouveau et grand favori, par la construction de nouveaux édifices : une série d'immeubles d'apparat sur les deux rives du Danube (un pont suspendu devant relier les deux rives de celle-ci), d'une maison du NSDAP (un énorme bâtiment avec une salle de réunion gigantesque et un campanile comprenant une crypte dans laquelle il voulait avoir sa sépulture, un nouvel hôtel de ville, un grand hôtel de luxe, un grand théâtre, une bibliothèque, un musée des armes, un gigantesque musée (le Führermuseum consacré à l'art germanique), un bâtiment d'exposition et de deux monuments, l'un à la gloire de l'Anschluss, l'autre d'Anton Bruckner ; non loin de là, sur les hauteurs, devait s'élever la résidence où Hitler souhaitait se retirer dans sa vieillesse. Le Führer concéda également à sa maîtresse, Mlle Braun, un plein pouvoir sur le quartier des affaires, les allées vertes ainsi que les parcs pour leurs réaménagements futurs. Hitler rêvait de reproduire à Linz le panorama qu'à Budapest les siècles avaient modelé sur les deux rives du Danube (Vienne était mal orientée selon lui car tournait le dos au Danube). Linz reçoit plusieurs titres honorifiques nazis à partir de 1938, et notamment celui de « filleule du Führer ».
Pendant la Seconde Guerre mondiale, Linz était un centre industriel majeur, qui produisait des composés chimiques et de l'acier pour la machine de guerre nazie. Plusieurs usines avaient été démontées et transférées depuis la Tchécoslovaquie récemment occupée et ré-assemblées à Linz.
Le complexe de camps de Mauthausen-Gusen, le dernier camp de concentration nazi à être libéré, est localisé autour de Linz, avec pour principal camp Mauthausen à peine à 30 kilomètres. Après la guerre, le Danube, qui traverse l'est de la ville, séparant le district Urfahr du nord du reste de Linz, servit de frontière entre les zones d’occupation soviétique et américaine.

### Époque contemporaine
En 1996, le conseil municipal a décidé de rendre compte de son passé nazi. Des travaux scientifiques approfondis, réalisés par les archives municipales, ont couvert la période avant 1938 et la dénazification après 1945. Linz est devenue la première ville d'Autriche à s'intéresser de près à son passé nazi. En mai 2001, sept publications scientifiques, des présentations en ligne et de nombreuses conférences ont été rendues publiques grâce à ces efforts.
En 1994, le Conseil de l'Europe lui remet son Prix de l'Europe.
En 2009, Linz était capitale européenne de la culture. Depuis 2014, Linz est membre du Réseau des villes créatives de l'UNESCO (UCCN) en tant que ville des arts médiatiques.

## Politique
Linz, ville ouvrière, est un bastion du Parti social-démocrate d'Autriche (SPÖ). Depuis la proclamation de la République en 1918, et excepté la période nazie (1938-1945), tous les maires de la ville ont appartenu au SPÖ. Le maire actuel est Klaus Luger.
À toutes les élections locales, régionales ou nationales, le SPÖ arrive en tête à Linz.

## Économie

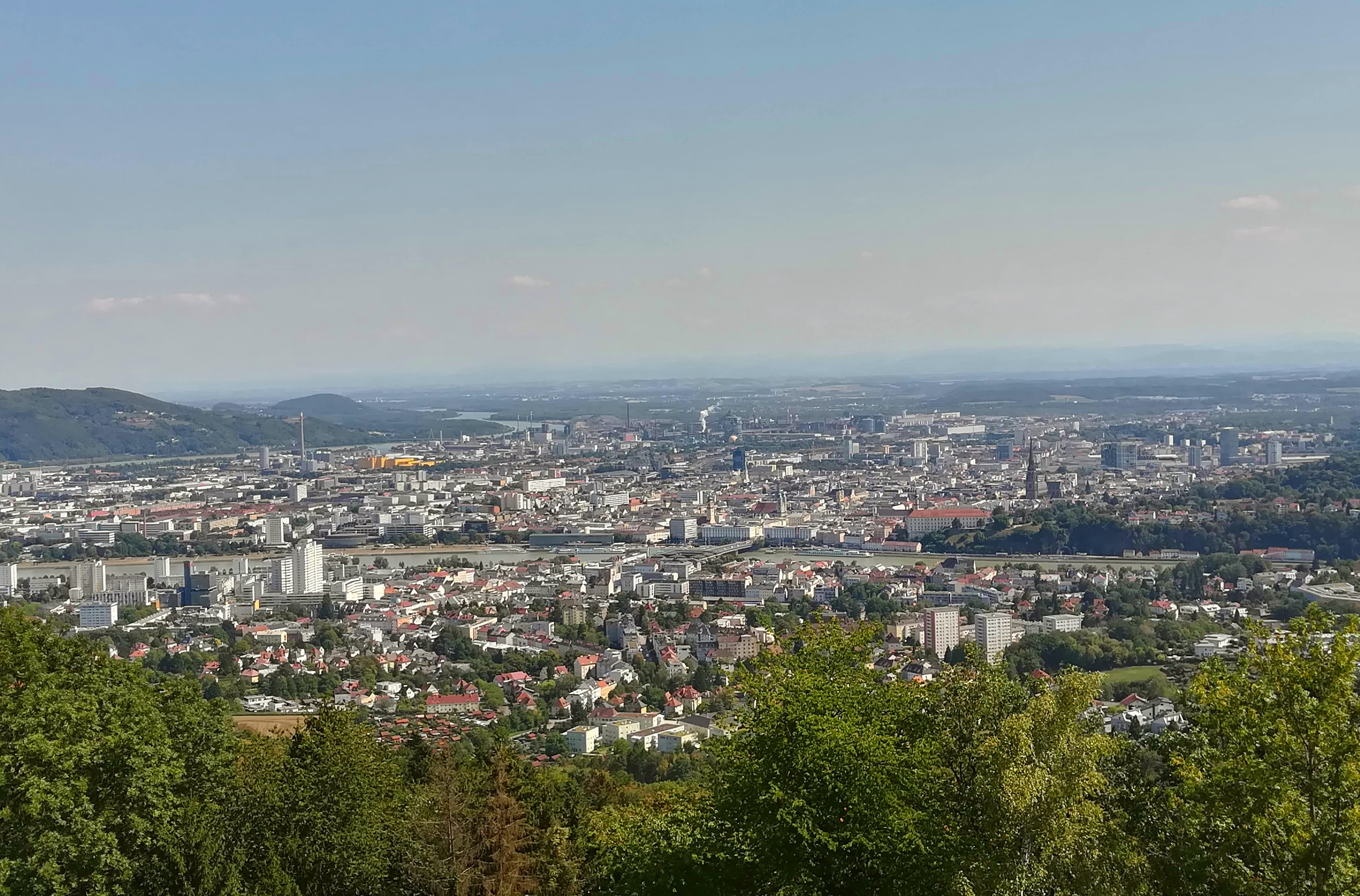
Vue de Pöstlingberg.

Linz doit au Danube une bonne part de son essor économique. Aujourd'hui, elle est une métropole industrielle en plein développement. La Voestalpine, une usine métallurgique  fondée sous le nom de « Hermann Göring Werke » en 1938, est connue pour son invention des convertisseurs LD (pour Linz- Donawitz) de production d'acier. L'importante société Chemie Linz AG a été scindée en plusieurs compagnies. Ces deux industries lourdes ont fait de Linz un des principaux centres économiques de l'Autriche. La ville abrite par ailleurs une usine du confiseur allemand Haribo.
La ville elle-même n'a pas été marquée par ces industries lourdes, puisqu'elle est le siège d'une activité musicale et artistique, subventionnée par la municipalité et l'état de Haute-Autriche. De nombreuses initiatives dans le domaine de la culture, telles que le Linz Klangwolke, le Brucknerfest, le Pflasterspektakel, le Prix Ars Electronica, le Festival Ars Electronica ou le Filmfestival Crossing Europe ont permis à Linz de se positionner comme une ville culturelle. En conséquence, en tant que ville universitaire dotée de plusieurs universités, Linz propose également de nombreux programmes d’études dans le domaine artistique et culturel.

## Culture, monuments et points d'intérêt

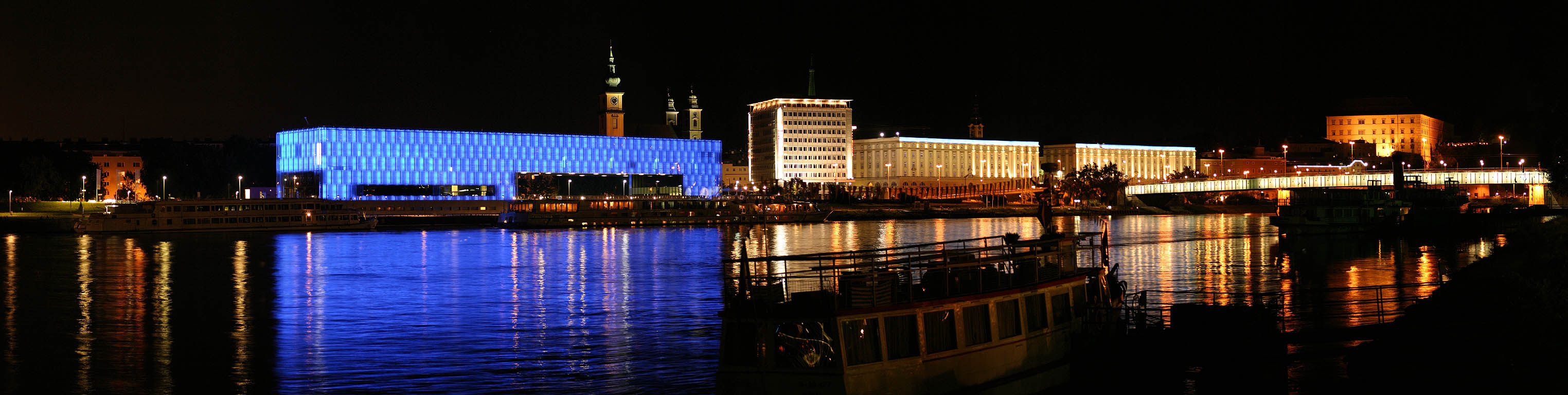
Panorama de Linz

Linz, capitale européenne de la culture en 2009 et depuis 2014 membre du Réseau des villes créatives de l'UNESCO (UCCN), abrite maintenant une scène musicale et artistique animée. Entre le musée d'art Lentos et le "Brucknerhaus", se trouve le "Donaulände", également appelé "Kulturmeile" ("mile de culture"). C'est un parc le long de la rivière, principalement utilisé par les jeunes pour se détendre et se rencontrer en été. Il est également utilisé pour le festival Ars Electronica et pour le "Stream Festival". En juin, juillet et août, le "Musikpavillon" est situé dans le parc où des groupes de différents styles se produisent gratuitement les jeudis, vendredis, samedis et dimanches.

### Les musées

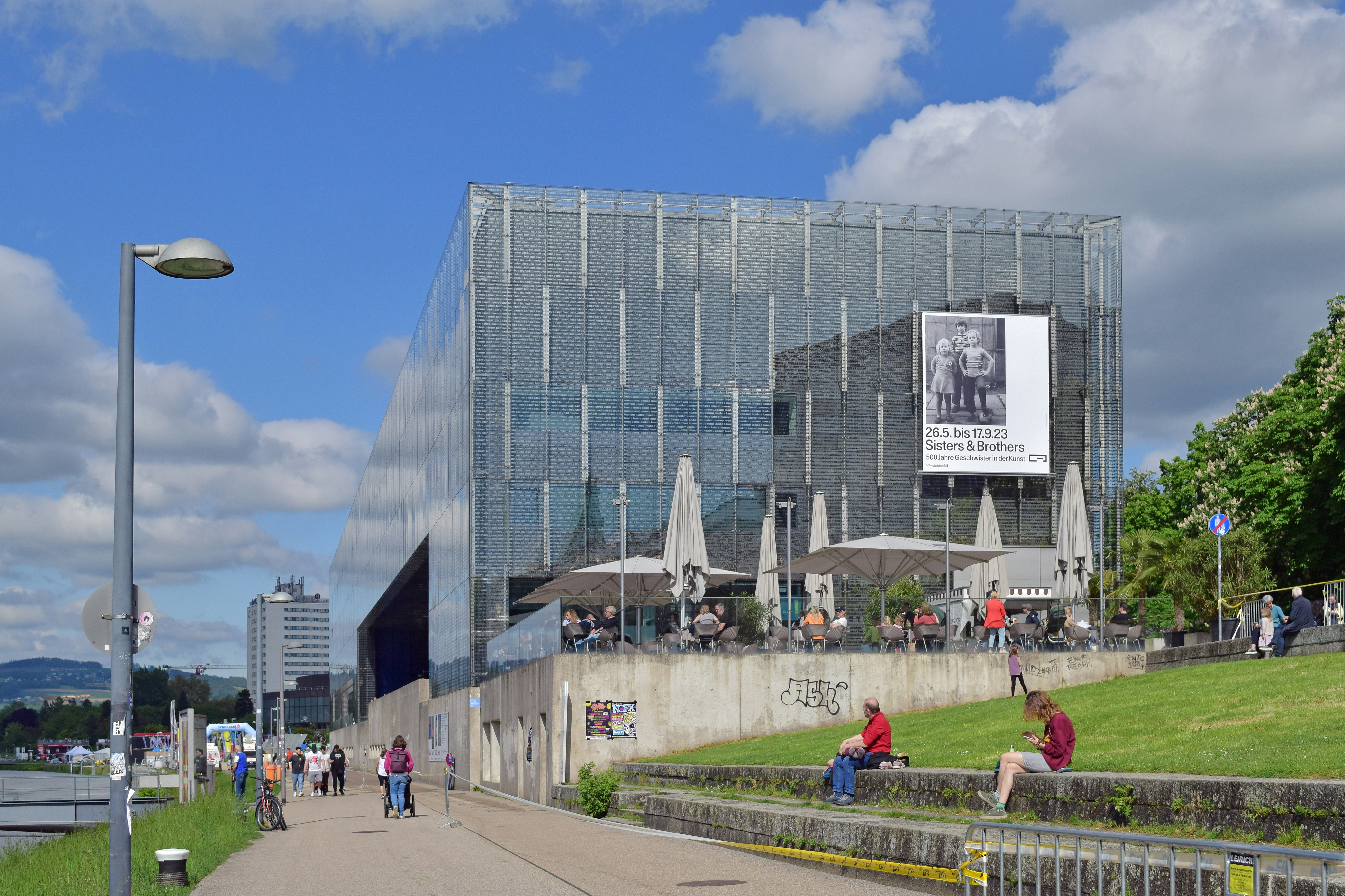
Lentos, Museum for Art.

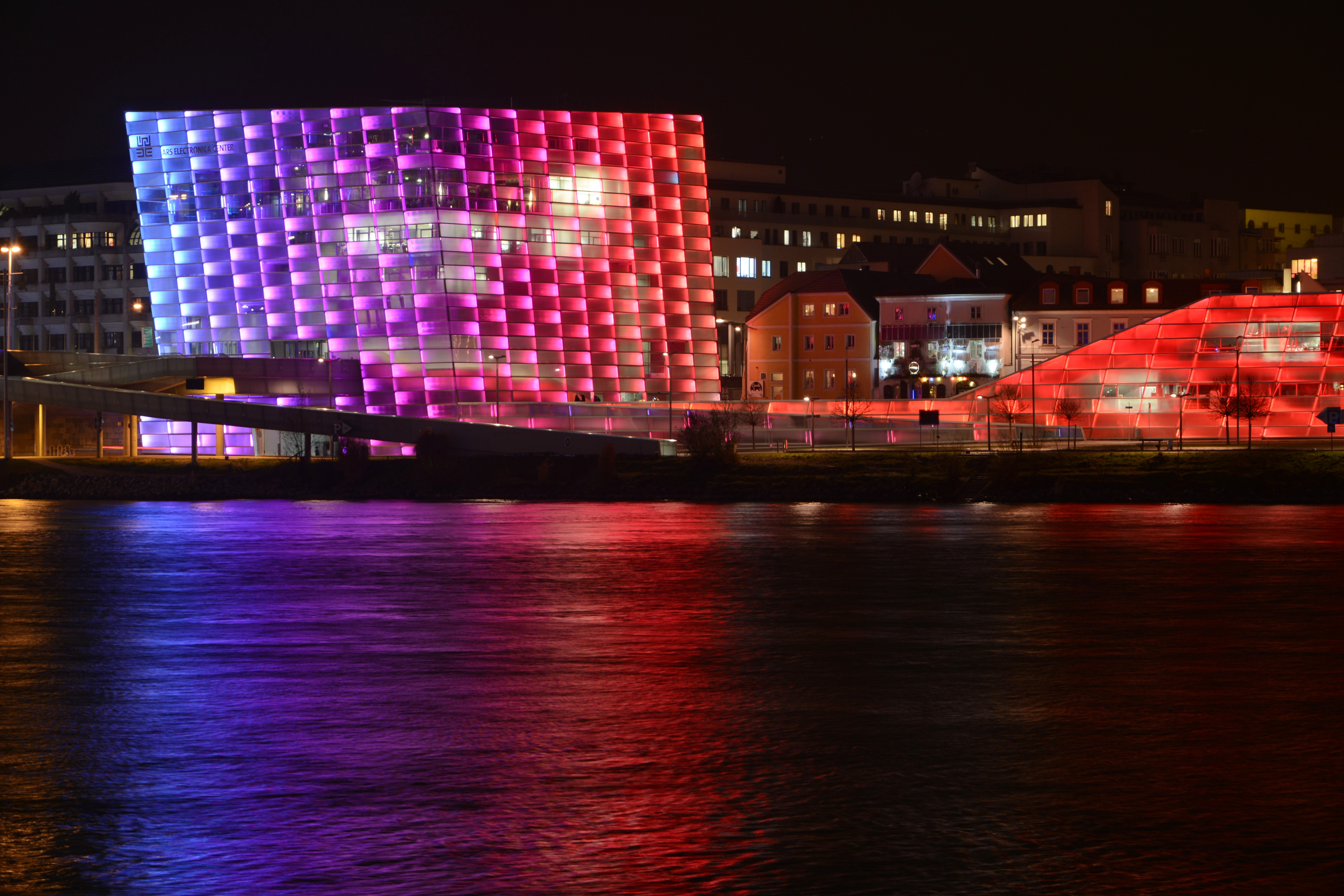
Le Centre Ars Electronica.

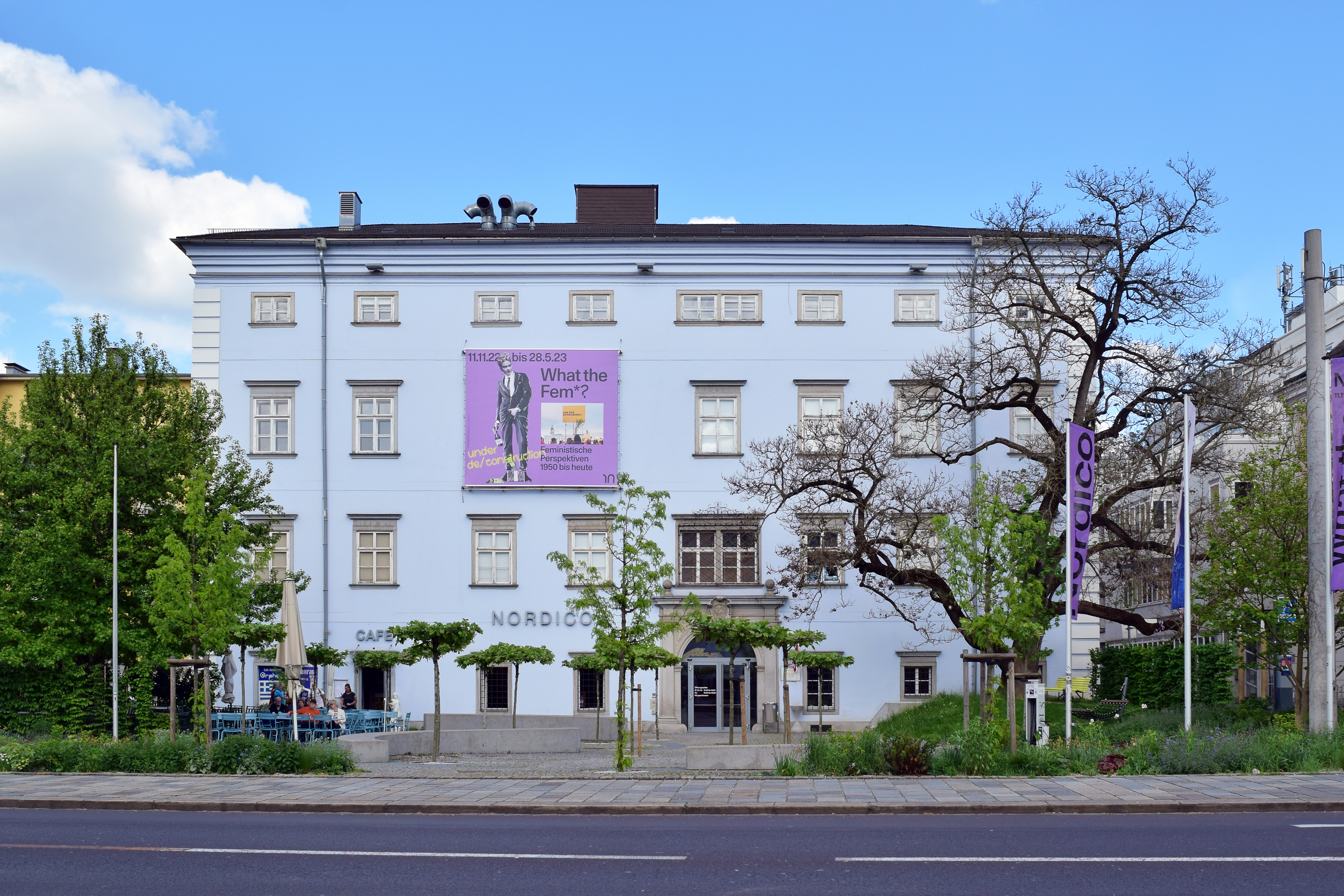
Nordico.

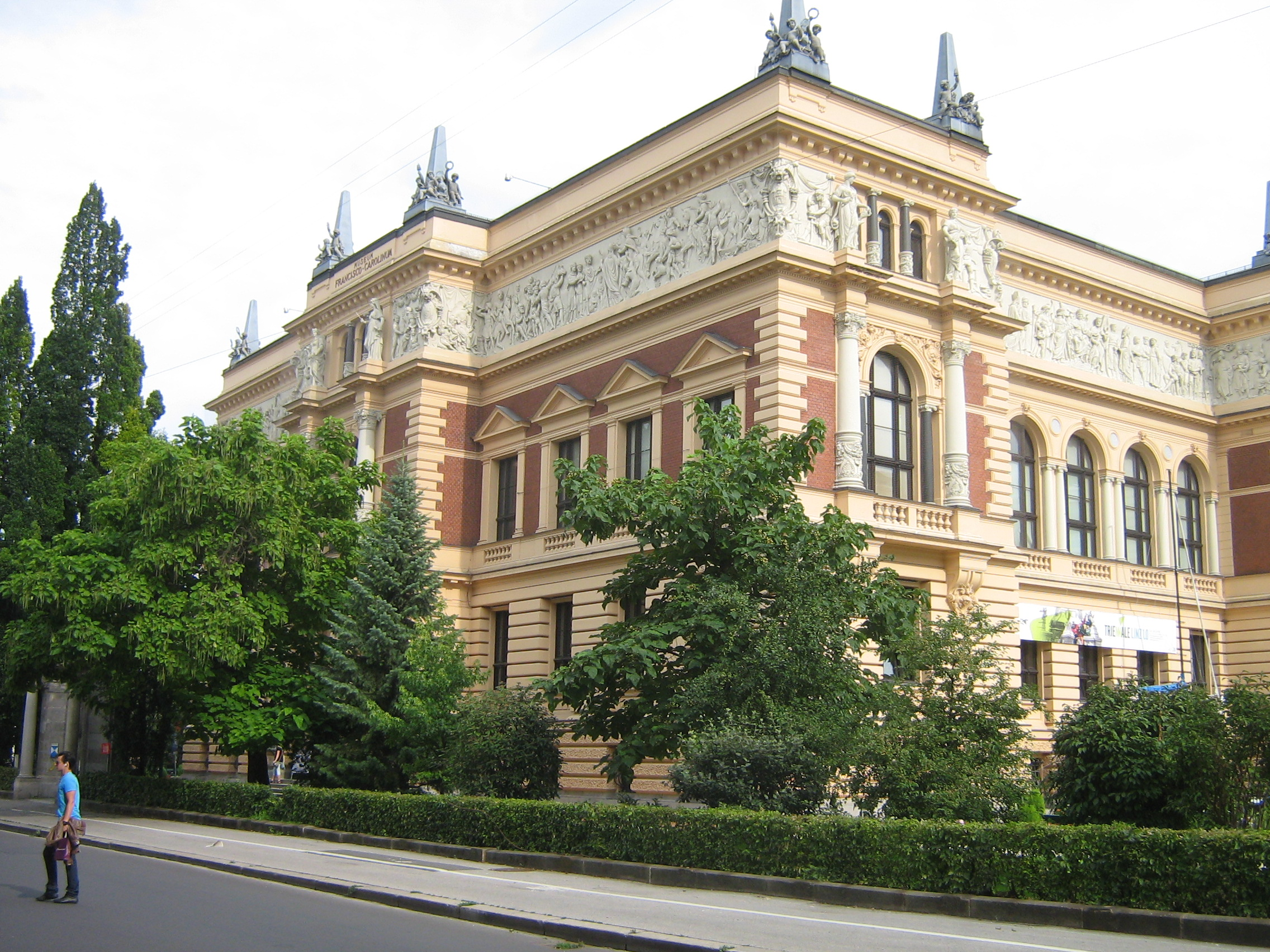
Landesgalerie.

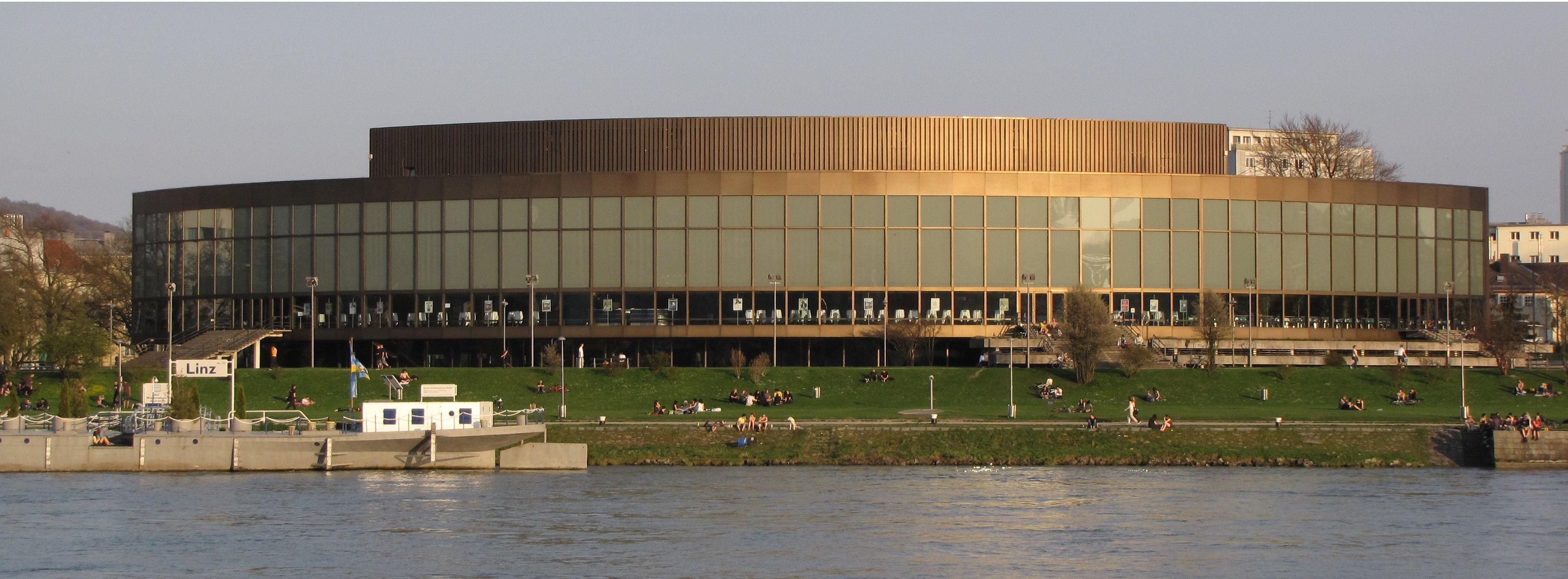
Brucknerhaus.

- Le Centre Ars Electronica (Ars Electronica Centre (AEC), Musée du Futur) sur la rive nord du Danube (dans le district Urfahr), attire un large rassemblement d'artistes technophiles chaque année pour le Festival Ars Electronica et ce, depuis plus de 25 ans[23].
- Le Lentos, construit en 2003 abrite une nouvelle galerie d'arts modernes. Elle est située sur la rive sud du Danube. L'immeuble est éclairé en bleu, rose, et violet, durant la nuit[24].
- Le musée Nordico, musée de la ville de Linz. Le nom de Nordico est attaché au bâtiment depuis qu'en 1675 les jésuites y installèrent leur maison d'éducation destinée aux jeunes gens des pays nordiques[25].
- Le musée régional, Landesgalerie/Francisco-Carolinum, expose les nouvelles tendances de l'art, en les intégrant dans l'histoire de l'art du XXe siècle.
- Le musée du château, Schlossmuseum, avec une collection de l'histoire culturelle de Linz.
- Centre de Biologie Linz-Dornach: Collection d'Histoire Naturelle.
- StifterHaus était la maison d'habitation d'Adalbert Stifter (1805-1868) où étaient réunis l'Institut Adalbert-Stifter et l'OÖ Literaturhaus avec des démonstrations.
- O.K. (Offenes Kulturhaus) Centre d'Art Moderne (Centrum für Moderne Kunst): une institution artistique qui montre les courants contemporains de l'art moderne.
- Zahnmuseum: Musée pour le développement de la dentisterie et de la technologie dentaire, dont les plus anciennes expositions remontent à 1700[26].
- Association d'Art Haute-Autriche: Association pour la promotion de l'art contemporain, avec une galerie à l'Ursulinenhof.
- Forum d'architecture Haute-Autriche à la Maison de l'architecture: conférences, expositions et conférences, concours et développements de projets.

### Festivals
- Stream Festival: Festival de musique qui se déroule en été au Donaupark[27].
- Crossing Europe Filmfestival: Festival du film qui se déroule à partir de 2004, environ fin avril, durant six jours[28].
- Linzer Klangwolke[29]
- Linzer Pflasterspektakel: Festival d'art de rue. Le festival a lieu chaque année depuis 1986 dans le centre-ville de Linz et comprend des spectacles musicaux, jonglerie, acrobaties, pantomimes, théâtre d'improvisation, clowns, danse du feu, peinture, défilés de samba et programme pour enfants. Avec environ 240 000 visiteurs (2018), le festival est l'un des plus grands festivals d'art de rue en Europe[30].
- Ars Electronica Festival
- Internationales Brucknerfest[31]
- Bubble Days: Spectacles de sports nautiques et de musique au port[32].
- Donau in Flammen (Danube en feu)[33].

### Théâtres

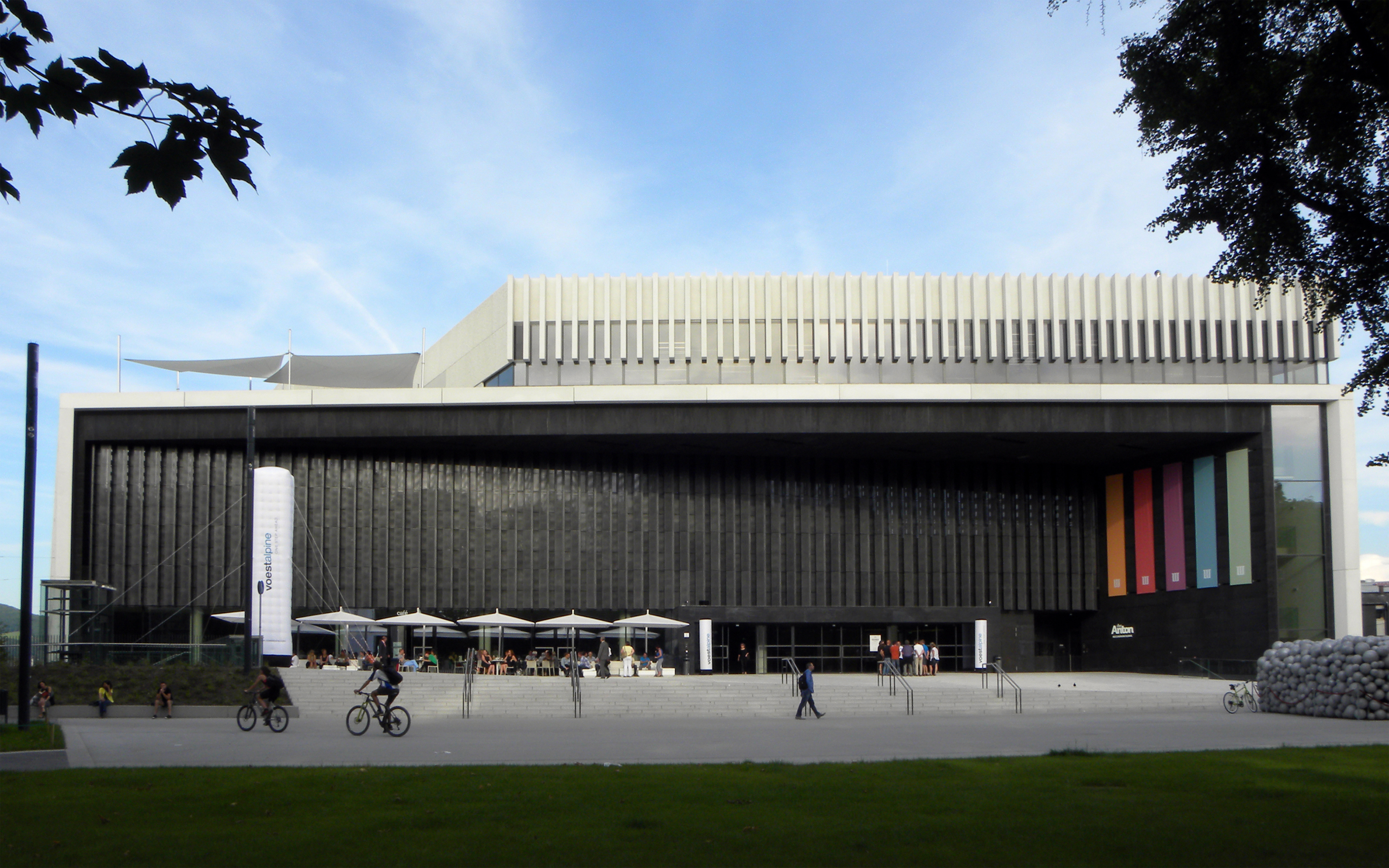
Musiktheater.

- Landestheater
- Théâtre Phönix
- Kellertheater
- Musiktheater (opéra)
- Theater in der Innenstadt

### Dans la vieille ville

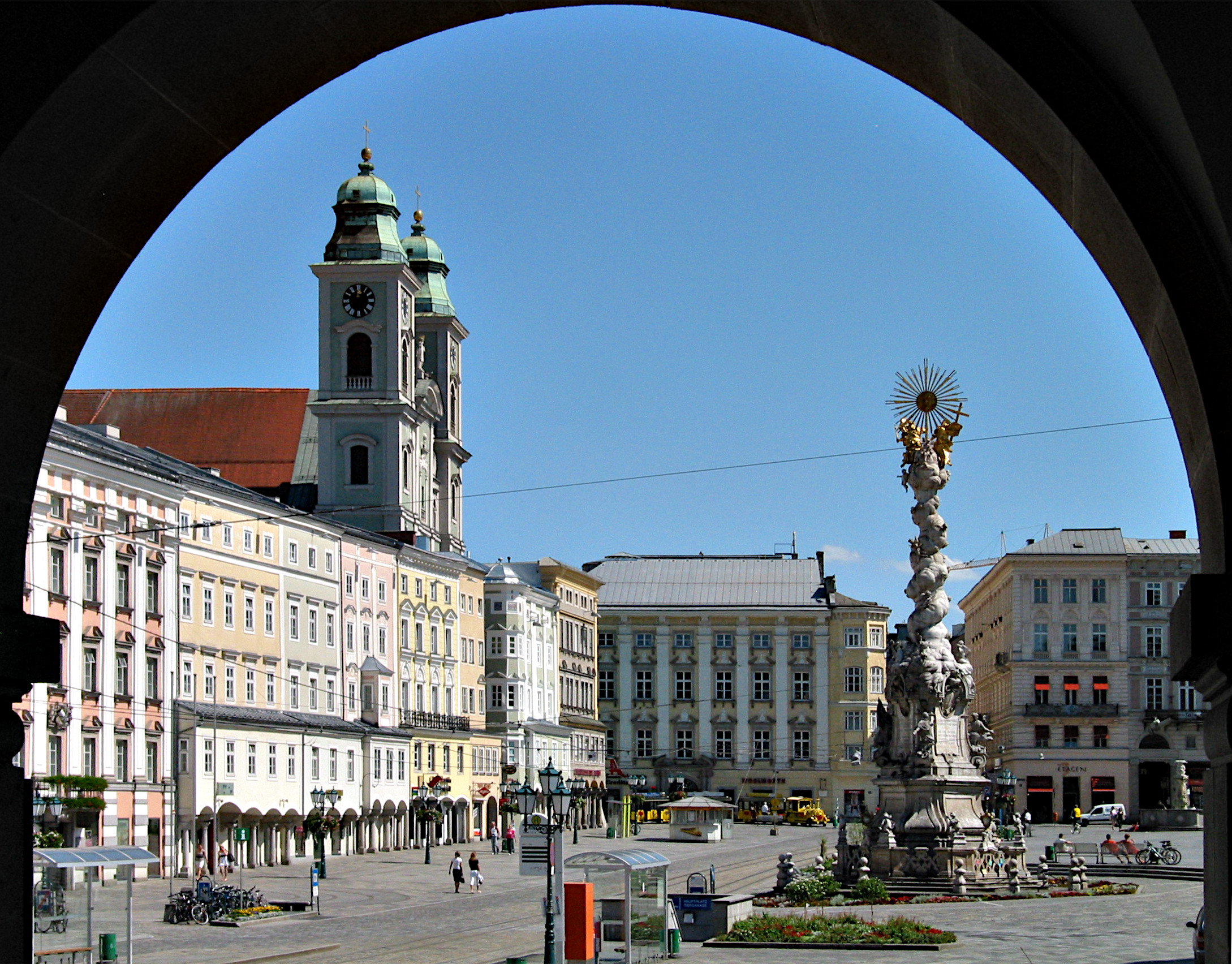
Place principale.

- La route principale "Landstraße" (également la principale rue commerçante de la ville) mène du "Volksgarten" à "Taubenmarkt" près de la place principale.
- La place principale "Hauptplatz" (construite en 1230), d’une superficie de 13 200 m², est l’une des plus grandes places converties d’Europe. Au milieu de la place principale, la haute "Pestsäule" ("colonne de la peste", également appelée "Dreifaltigkeitssäule" (Dreifaltigkeit signifie Sainte Trinité)) a été construite pour rappeler les personnes décédées dans les épidémies de peste. Autour de la place principale, il y a beaucoup de maisons historiquement pertinentes et intéressantes sur le plan architectural, comme l'ancien hôtel de ville, la maison Feichtinger avec son célèbre carillon, qui change la mélodie selon la saison, la maison Kirchmayr, la maison Schmidtberger ou la tête de pont qui abrite une partie de l'université d'art de Linz[34].
- À l'ouest de la place principale se trouve le centre historique avec de nombreux autres bâtiments historiques, tels que des maisons de la Renaissance ou de vieilles maisons au visage baroque.
- l'église des minimes construite en 1236 comme église du couvent des frères mineurs conventuels, elle fut transformée en église rococo par Johann Matthias Krinner en 1751. Les stucs sont de Kaspar Modler, le maître-autel de Bartolomeo Altomonte et les autels latéraux de Martin Johann Schmidt.
- Le Landhaus, siège du président de la région, du gouvernement régional et de l'assemblée régionale. Bâtiment renaissance avec trois cours intérieures. La tour date de 1568. Dans la cour à arcades se trouvent la fontaine des planètes de 1582. Sur le fût de la fontaine, sept figures représentant les planètes rappellent que le grand astronome et mathématicien Kepler enseigna de 1612 à 1626 au collège provincial, alors installé dans le Landhaus[35].
- La maison de Mozart. Le compositeur Wolfgang Amadeus Mozart a écrit sa Symphonie no 36 (1783) dans ce bâtiment renaissance de la seconde moitié du XVIe siècle dont la façade et le portail ont été rénovés à l'époque baroque. La cour à arcades date du XVIIe siècle. (L'œuvre en question est maintenant connue sous le nom de « Symphonie de Linz ».)[36]
- La Kremsmünstererhaus où, selon la légende, l'empereur Frédéric III mourut le 19 août 1493. En 1507, la maison fut acquise par l'abbaye de Kremsmünster et transformée en bâtiment renaissance entre 1578 et 1580. Deux bulbes furent rajoutés en 1616.

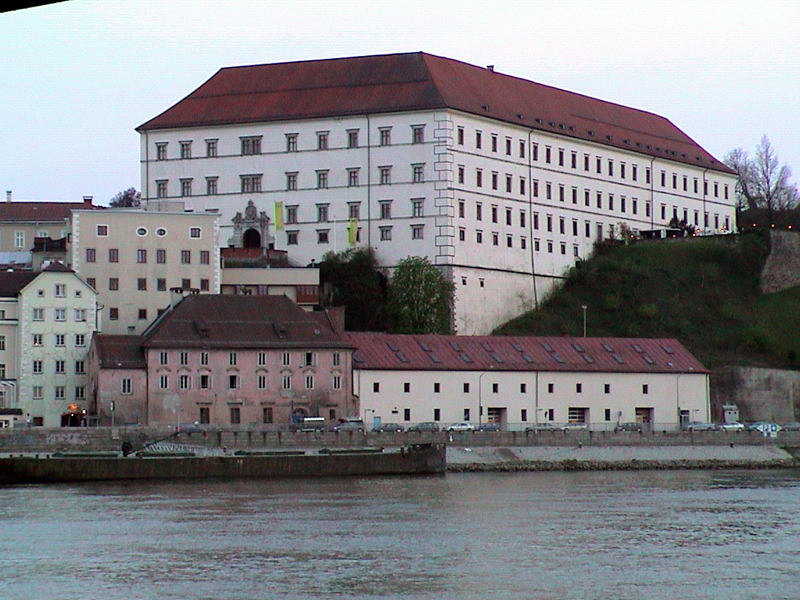
Château de Linz.

- Le château mentionné pour la première fois en 799, il fut complètement reconstruit en 1477. De cette époque restent les murs d'enceinte et la "porte de Frédéric", l'entrée ouest. Nouvelle reconstruction vers 1600, où furent construits le bâtiment carré à quatre étages et deux cours intérieures ainsi que l'entrée principale. C'est de ce château que partit le grand incendie de 1800. À partir de 1811, il servit de prison de province et de 1851 à 1945 de caserne. Il fut restauré entre 1953 et 1963 et est aujourd'hui un musée régional[37].
- L'église Saint-Martin près du château, l'une des plus anciennes églises autrichiennes. Il a été construit à l'époque carolingienne médiévale (mention documentée en 799). La porte et les fenêtres sont d'époque romane et gothique[38].
- Le théâtre régional, Landestheater, construit en 1670 comme école de cavalerie. En 1695/96 fut construite une salle de bals. En 1773/74 fut construit le premier étage. Le théâtre en lui-même avec sa façade empire fut ajouté en 1803.
- La Cathédrale de l'Immaculée-Conception de Linz ou nouvelle cathédrale construite entre 1862 et 1935 d'après les plans de l'architecte Vinzenz Statz. Elle peut contenir 20 000 personnes et est donc la plus grande église d'Autriche. Remarquables vitraux, notamment les "vitraux de Linz", représentant des scènes de l'histoire de la ville[39]. La taille de la tour s'explique par le fait que la Cathédrale Saint-Étienne de Vienne n'a pas le droit d'être dépassée. Avec une hauteur de 134 m, elle laisse donc son aînée la dominer de 3 mètres.
- L'église des Carmélites construite entre 1674 et 1726 en style baroque sous la direction de J.M. Prunauer.
- L'église des Ursulines Construite entre 1736 et 1772 en style baroque par Johann Haslinger et J.M. Krinner. Le cloître fut abandonné en 1968, acquis par la région en 1973 et reconverti en centre culturel.
- L'église du Séminaire construite entre 1718 et 1725 par J.M. Prunner.
- Le Nordico, cf la rubrique Musées. Le bâtiment servait de palais aux moines du cloître de Kremsmünster et fut construit entre 1607 et 1610, reconstruit entre 1673 et 1675 et réaménagé lors de l'occupation par les Jésuites entre 1710 et 1786. En 1851, il devient le siège de l'association haute-autrichienne des arts. Complètement rénové entre 1959 et 1973, il abrite aujourd'hui un musée.
- L'ancienne cathédrale construite entre 1669 et 1673 en style baroque selon les plans de P.F. Carlone, elle servit de 1785 à 1909 de cathédrale au diocèse de Linz. Anton Bruckner fut l'organiste de la cathédrale de 1855 à 1868[40].
- L'église paroissiale, basilique romane construite en 1286, croisées d'ogive gothiques. Transformée en église baroque en 1648. Abrite le cœur et les entrailles de l'empereur Frédéric III.
- Maison d'Adalbert Stifter, l'écrivain, peintre et pédagogue habita Linz de 1848 à sa mort en 1868. La maison abrite l'Institut Stifter, comprenant une bibliothèque et le musée de la littérature haute-autrichienne.
- Maison de Kepler, l'astronome vécut à Linz de 1612 à 1626. Dans cette maison se trouva aussi la première imprimerie de la ville en 1745.
- La synagogue de Linz construite en 1877 et détruite lors de la nuit de Cristal en 1938

La cathédrale de Linz
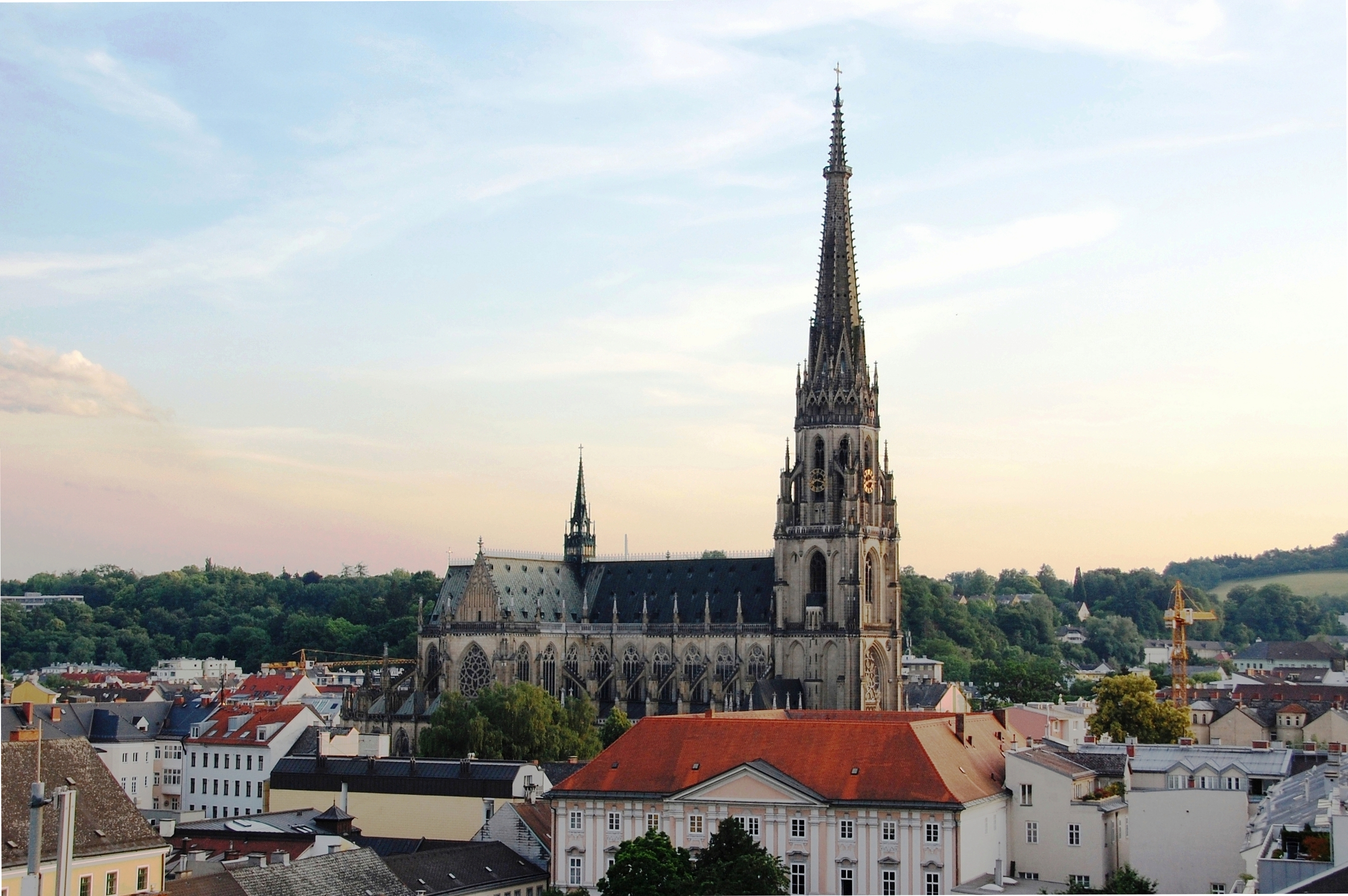
Cathédrale de l'Immaculée-Conception de Linz
L'intérieur de la cathédrale. Novembre 2018.
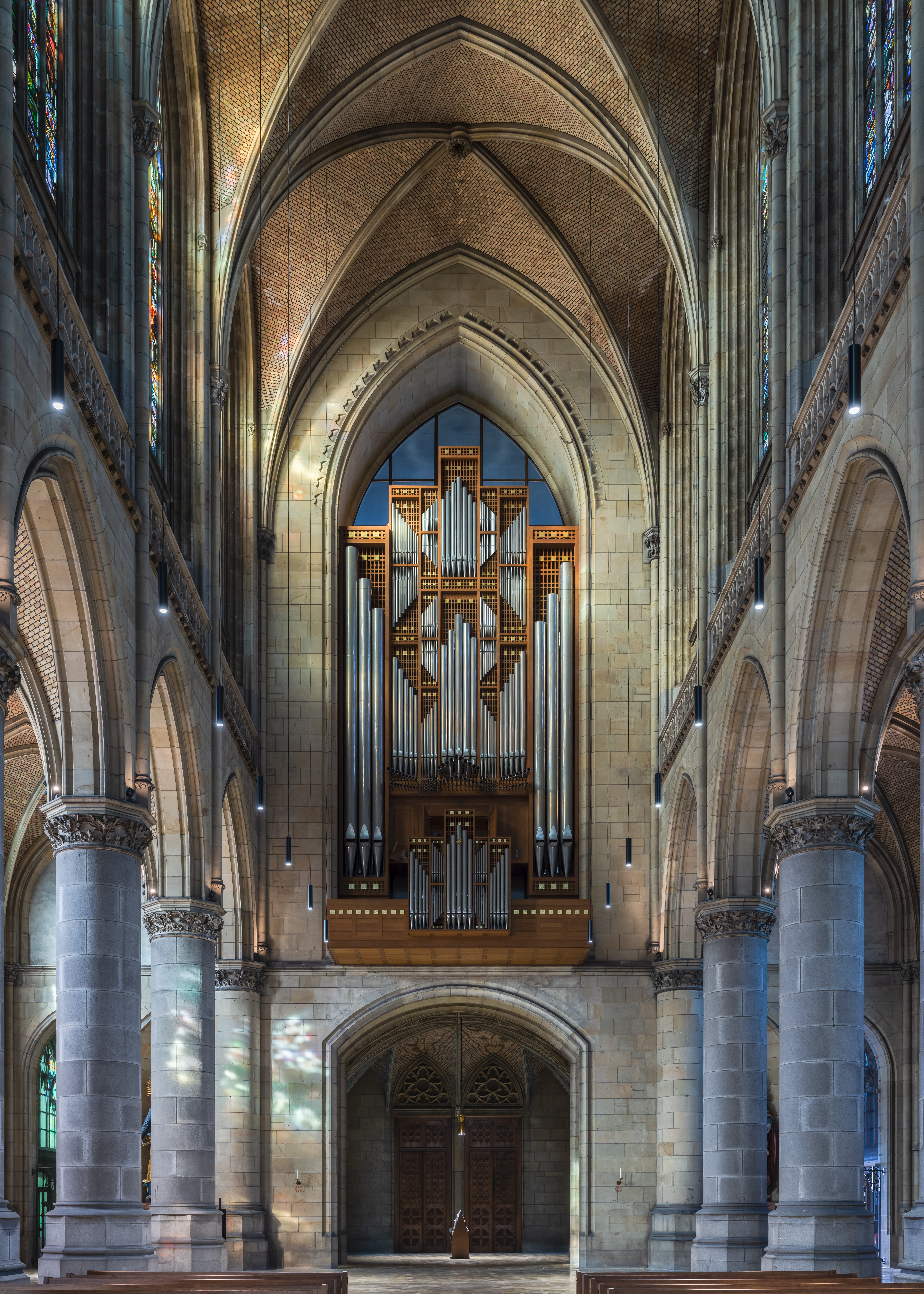
Les orgues de la cathédrale. Novembre 2018.

### En dehors de la vieille ville
- Le nouvel hôtel de ville, sur la rive nord du Danube.
- Pöstlingberg, colline au nord de la ville accessible par le train le plus raide d'Europe. Au sommet, église baroque, parcours en train dans une grotte ("Grottenbahn") avec les contes de fées comme thème, vue sur la ville.
- Design Center, centre d'expositions, salons, congrès etc.
- Le Stade, 2e stade d'Autriche. Accueille le LASK Linz, plus vieux club de football du pays.
- Jardin botanique, avec la plus grande collection de cactus du monde.
- Freinberg, parc avec la Chapelle Saint-Barbara, et la Tour François-Josef construite en 1888 à l'occasion du 40e anniversaire du règne de l'empereur. Vue imprenable sur la ville.
- Trois lacs se trouvent dans la commune de Linz, dans lesquels la baignade est autorisée: Pleschinger See, Weikerlsee et Pichlinger See.
- Solar City, quartier construit à partir de 1992 dans un esprit d'économie d'énergie.
- Palais Löwenfeld (1881-1882) en style néo-Renaissance dans le district de Kleinmünchen.

### Modernité
Depuis le début des années 2000, la ville de Linz a entrepris plusieurs constructions modernes, donnant de Linz l'image d'une ville résolument tournée vers le futur.
- Deux musées : Lentos (2003) et Ars Electronica Center (nouveau bâtiment 2009). Ils se font face au bord du Danube et sont éclairés la nuit.
- Des bâtiments publics : la gare entièrement rénovée (2004) ainsi que le bâtiment du gouvernement régional (2004) à côté; le palais omnisports Intersport Arena (2003).
- Le quartier Solar City (2005) susmentionné.
- Des tours : la Wissensturm (2007) susmentionnée ainsi que deux autres tours de bureaux (2008) toujours dans le quartier de la gare.
- L'aile Sud du château (2009).
- Un opéra (Musiktheater), en cours de construction depuis fin 2008, inauguré en avril 2013.

### Galerie d'images

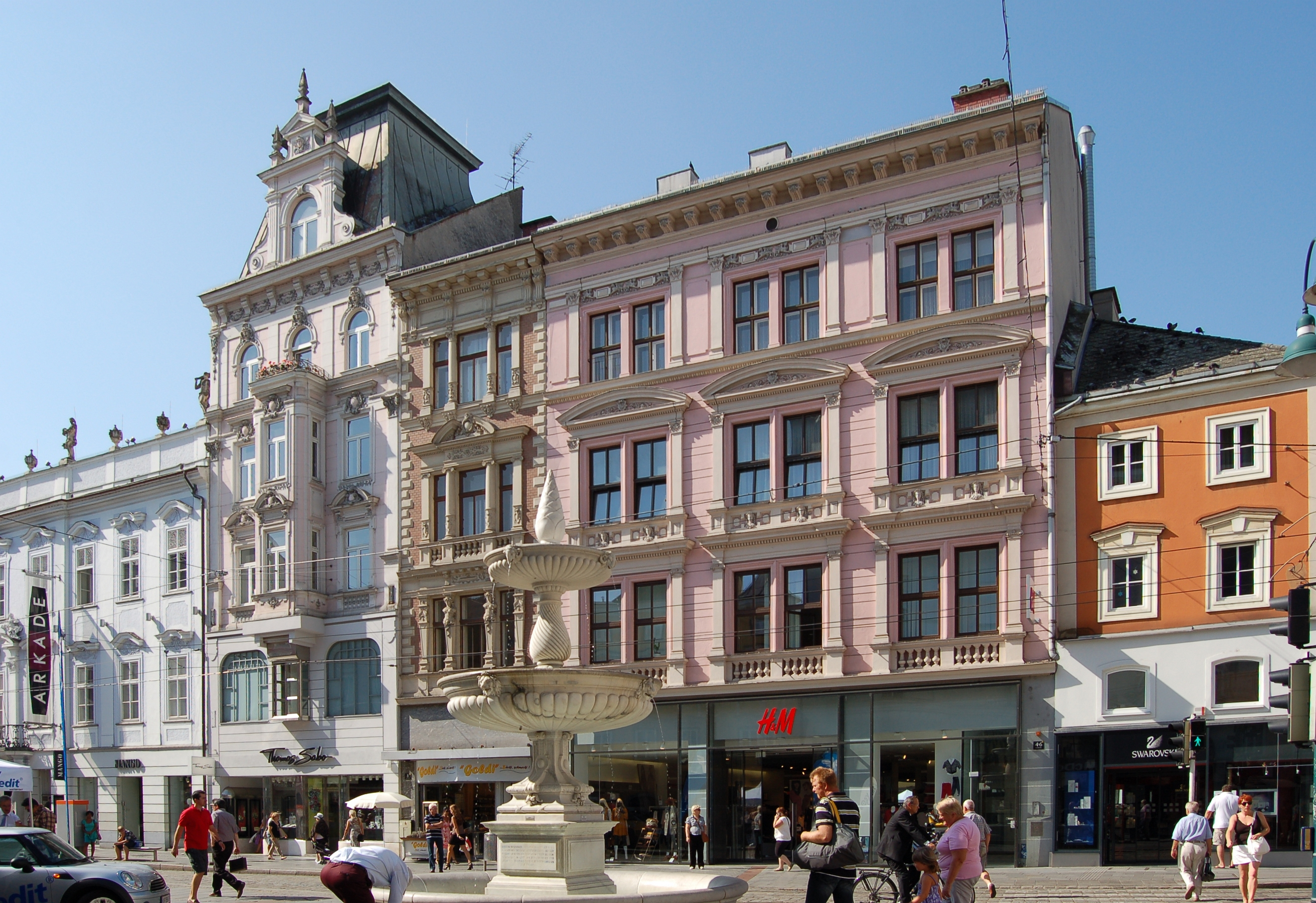
Taubenmarkt, Landstraße.
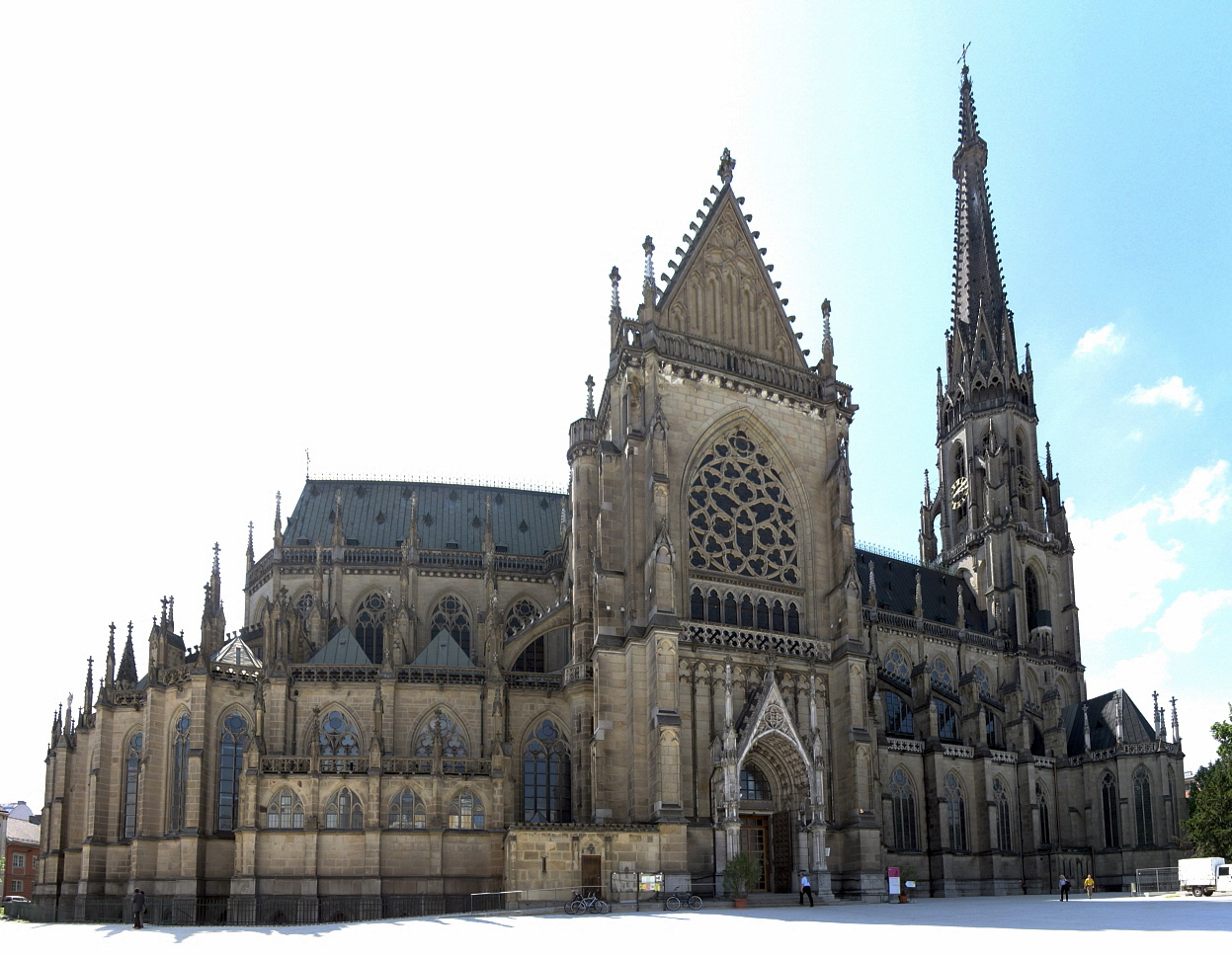
La nouvelle cathédrale.
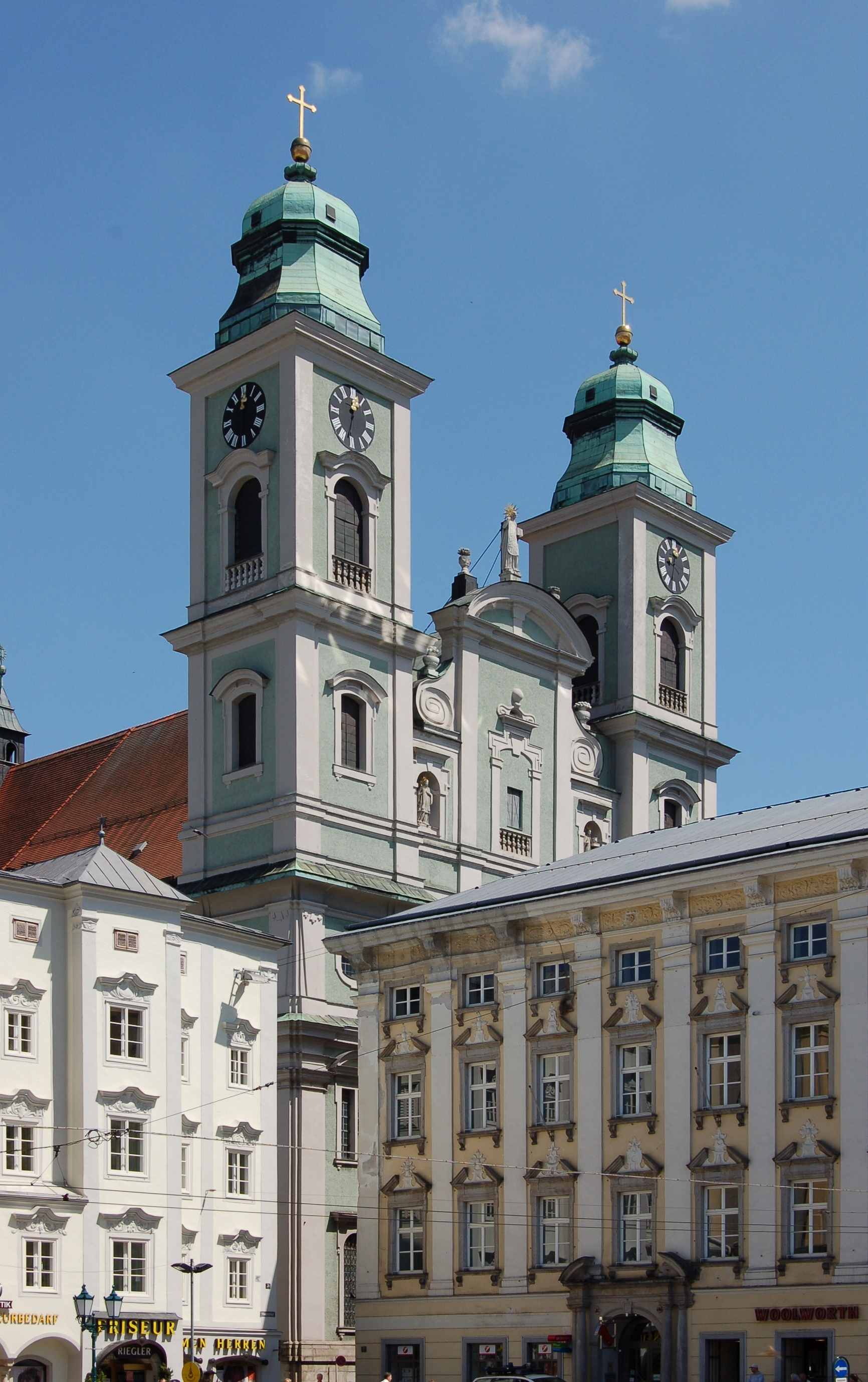
L'ancienne cathédrale.
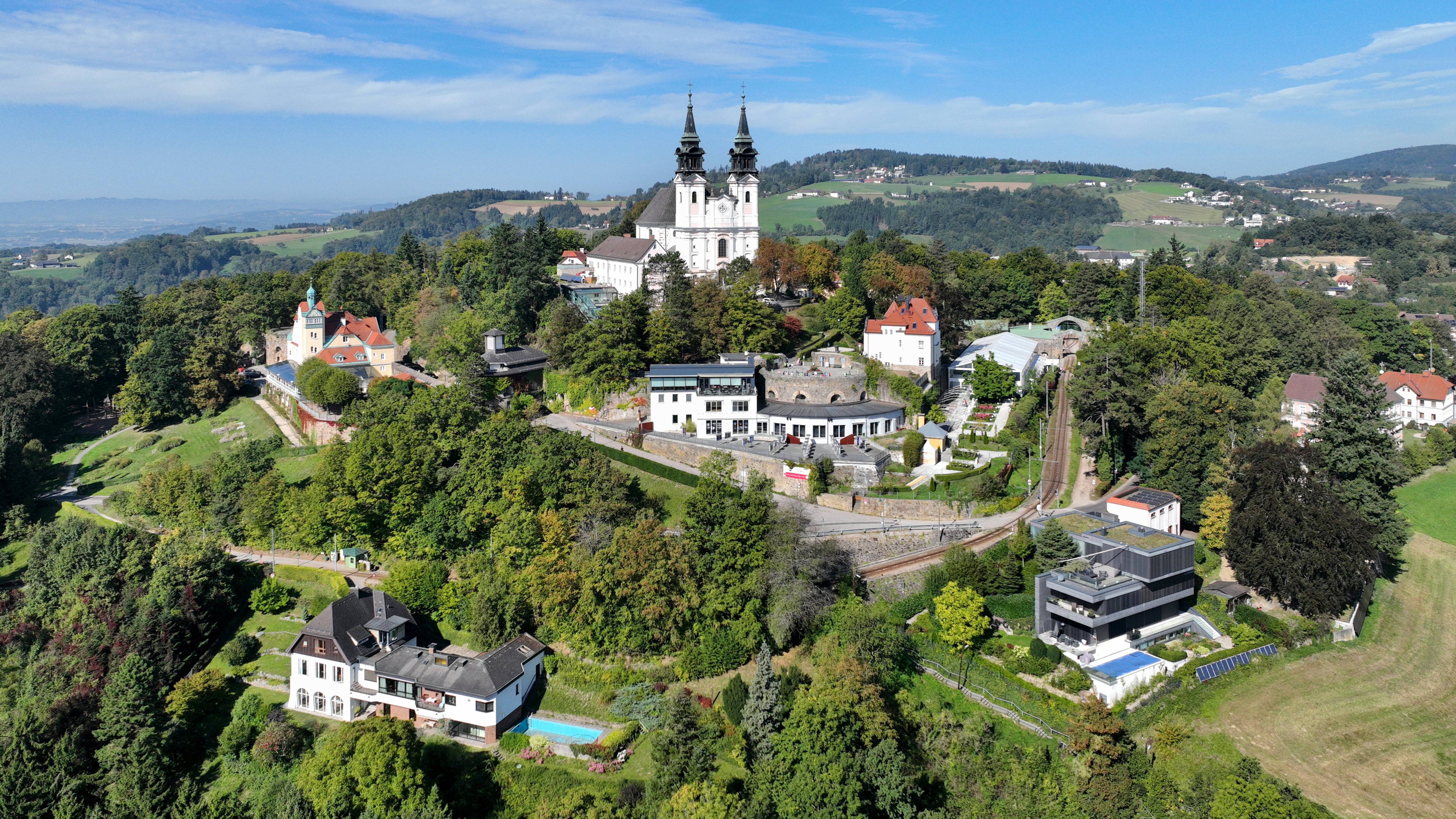
Pöstlingberg.
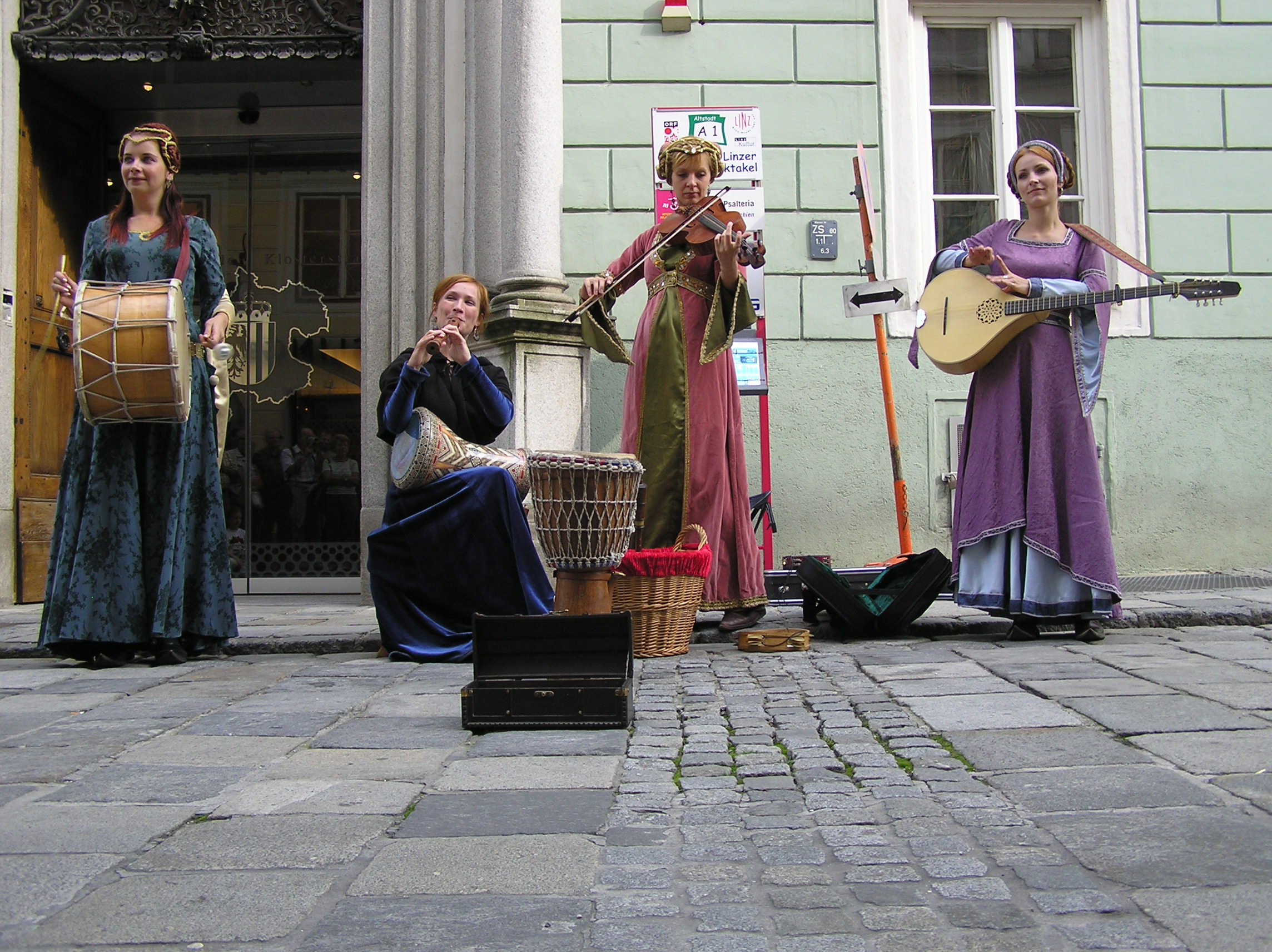
Pflasterspektakel.
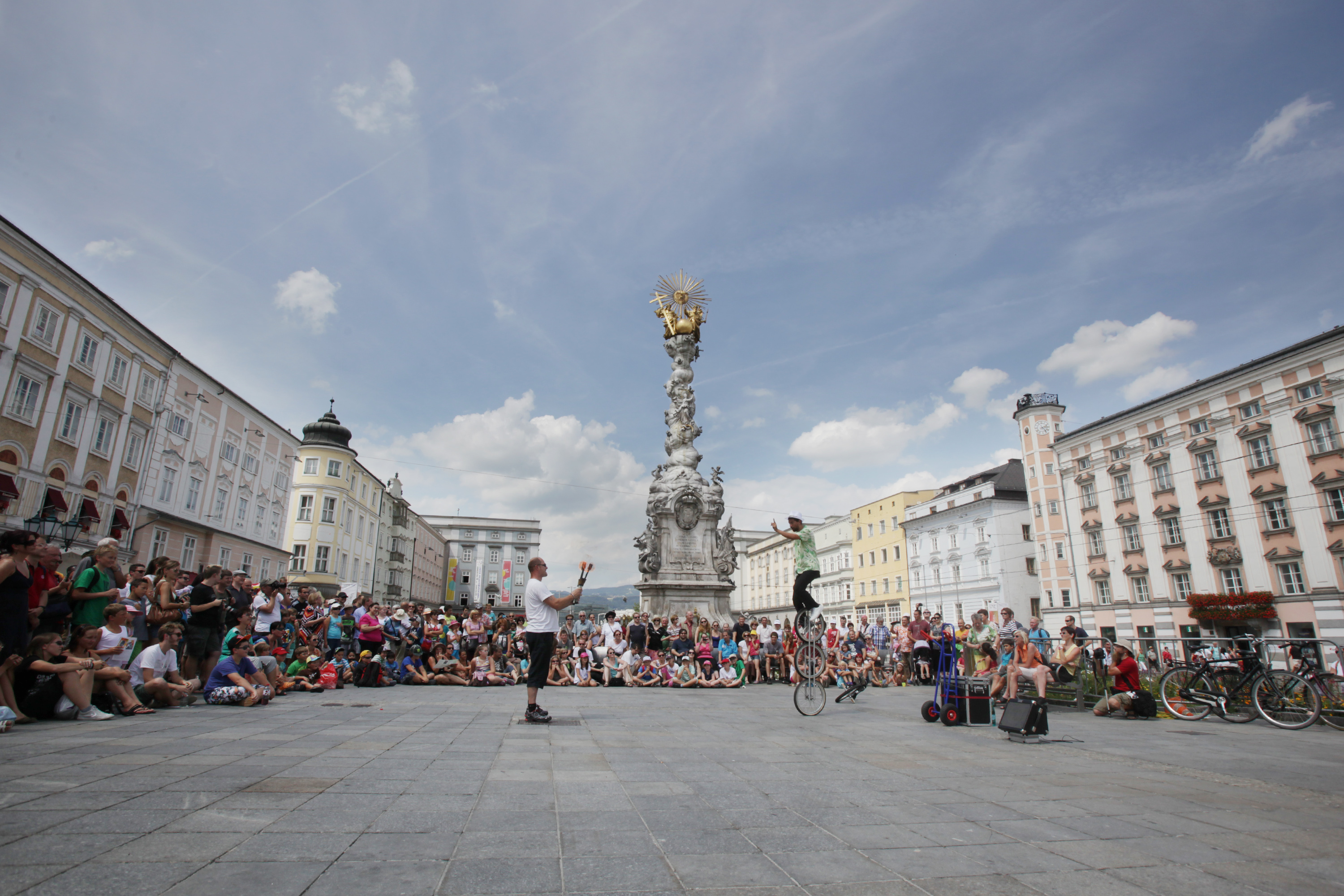
Pflasterspektakel.
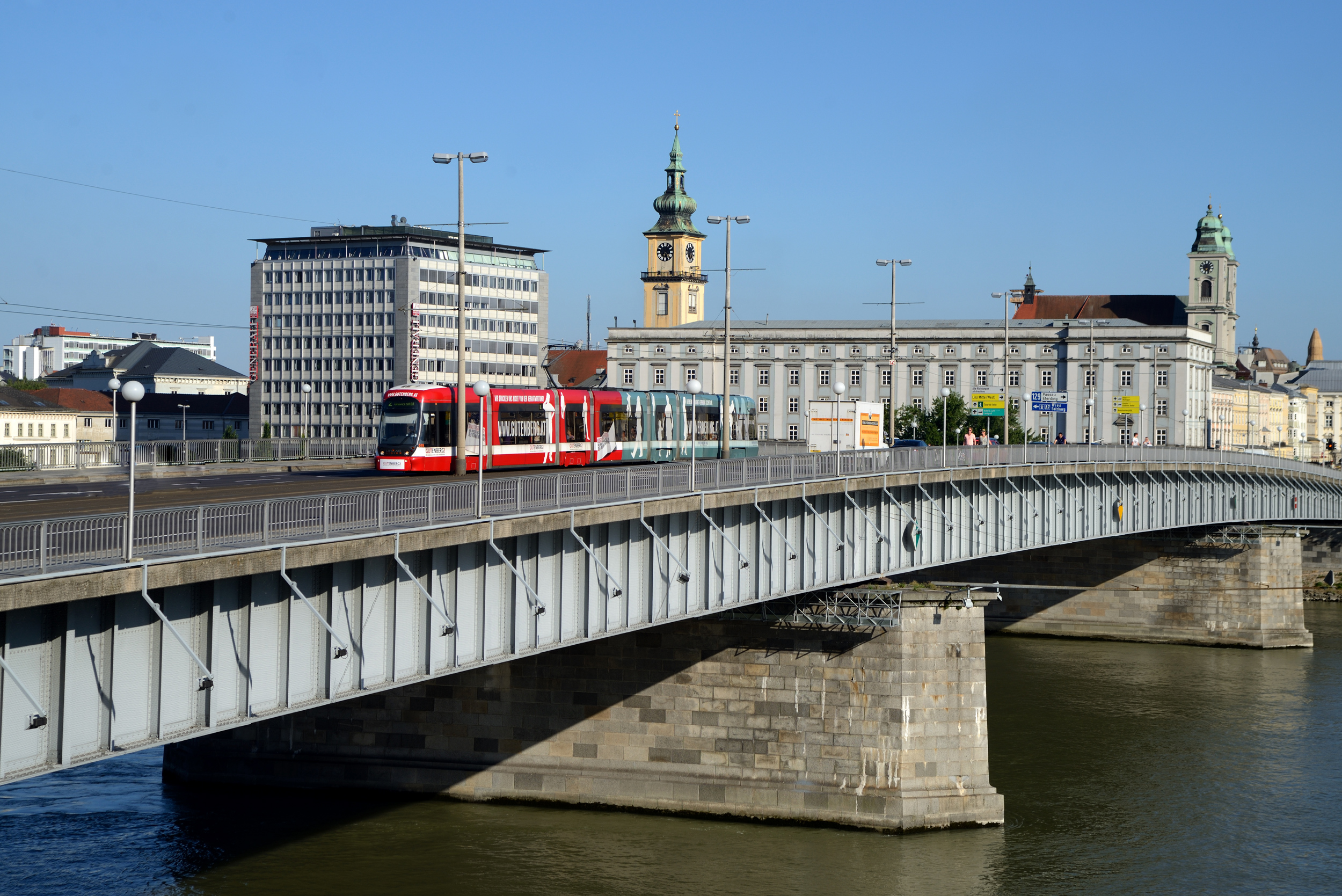
Nibelungenbrücke.
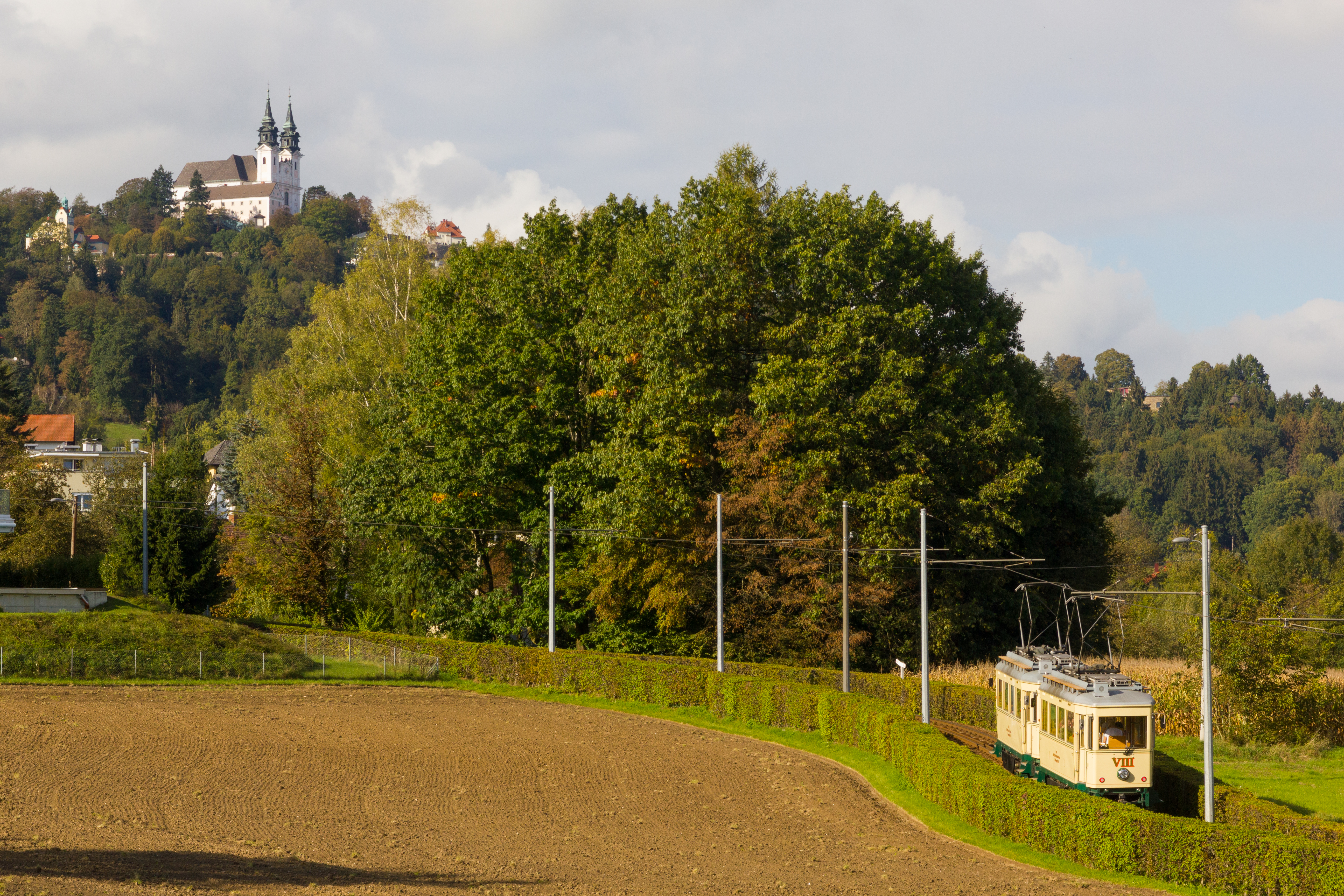
Pöstlingbergbahn.
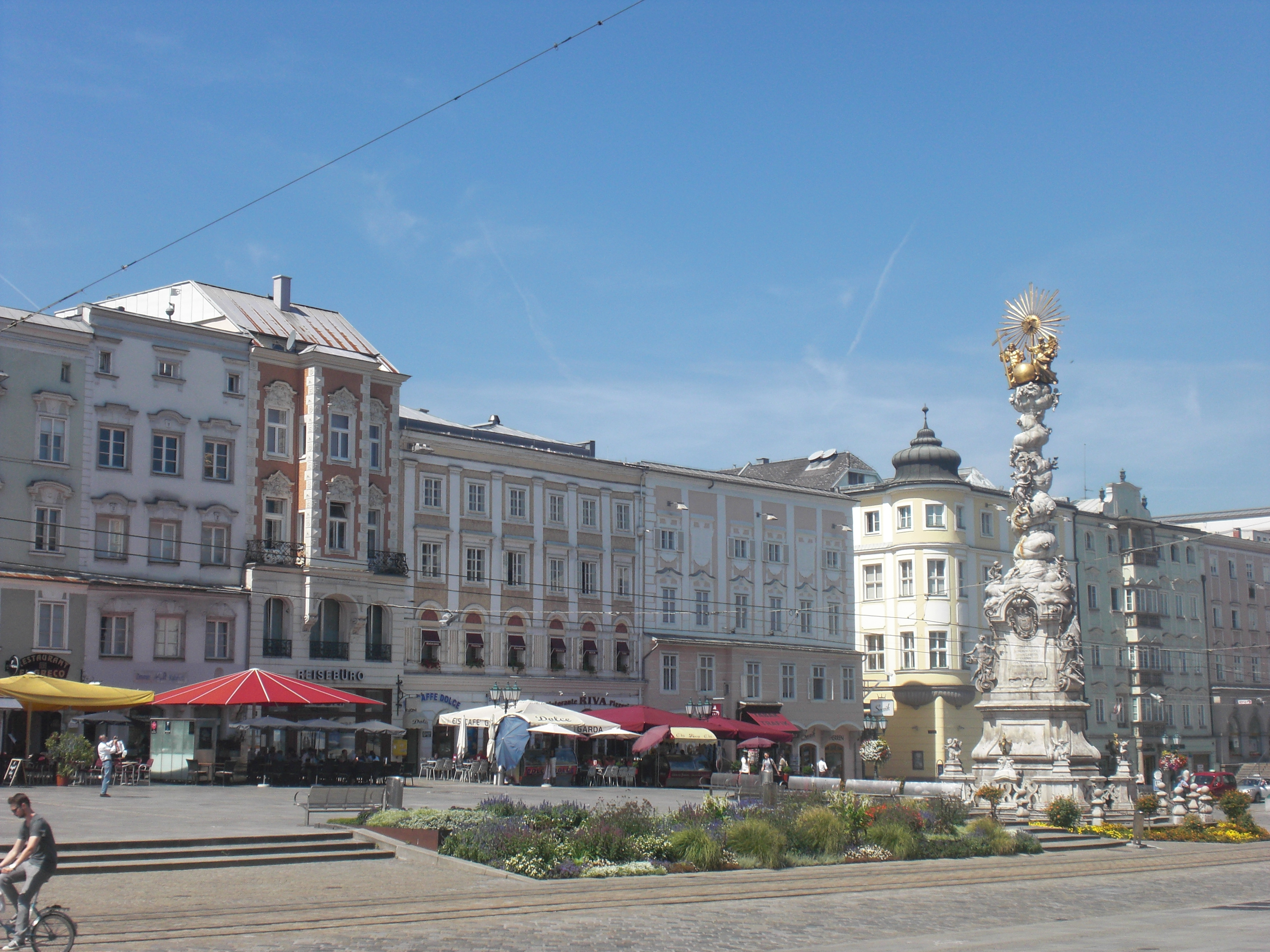
Partie de la place principale avec colonne de la Trinité.
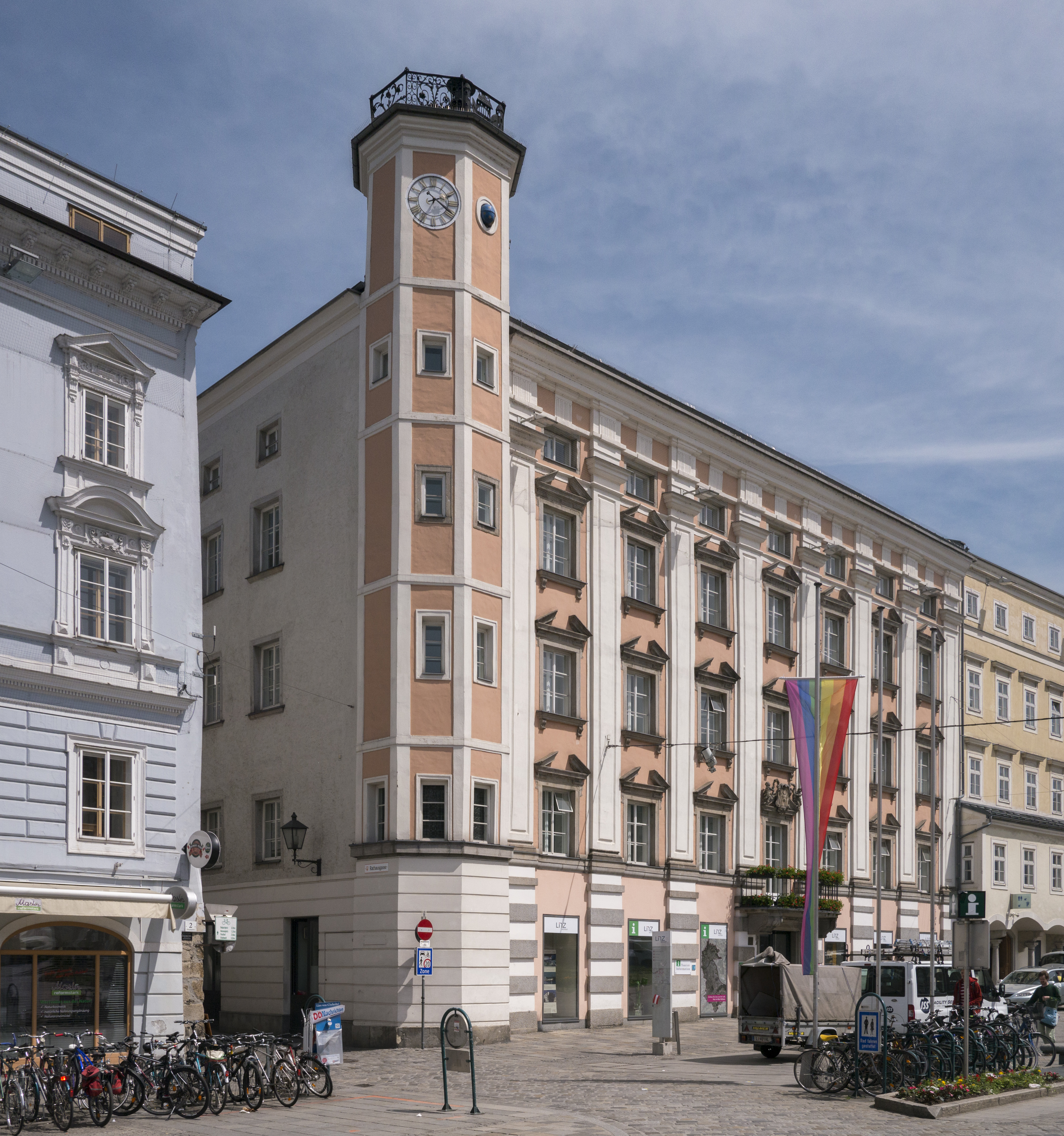
L' ancien hôtel de ville.
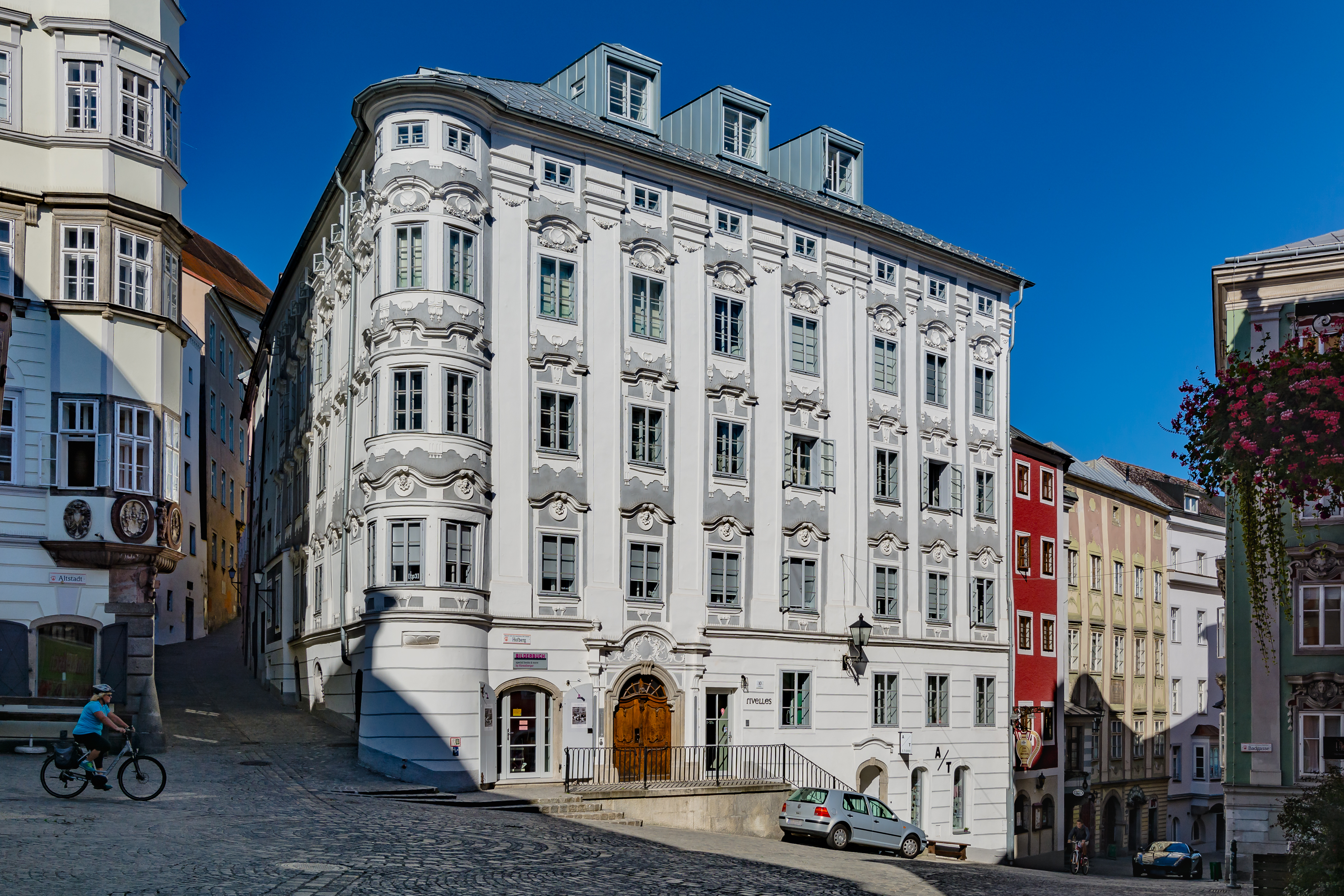
Centre historique.
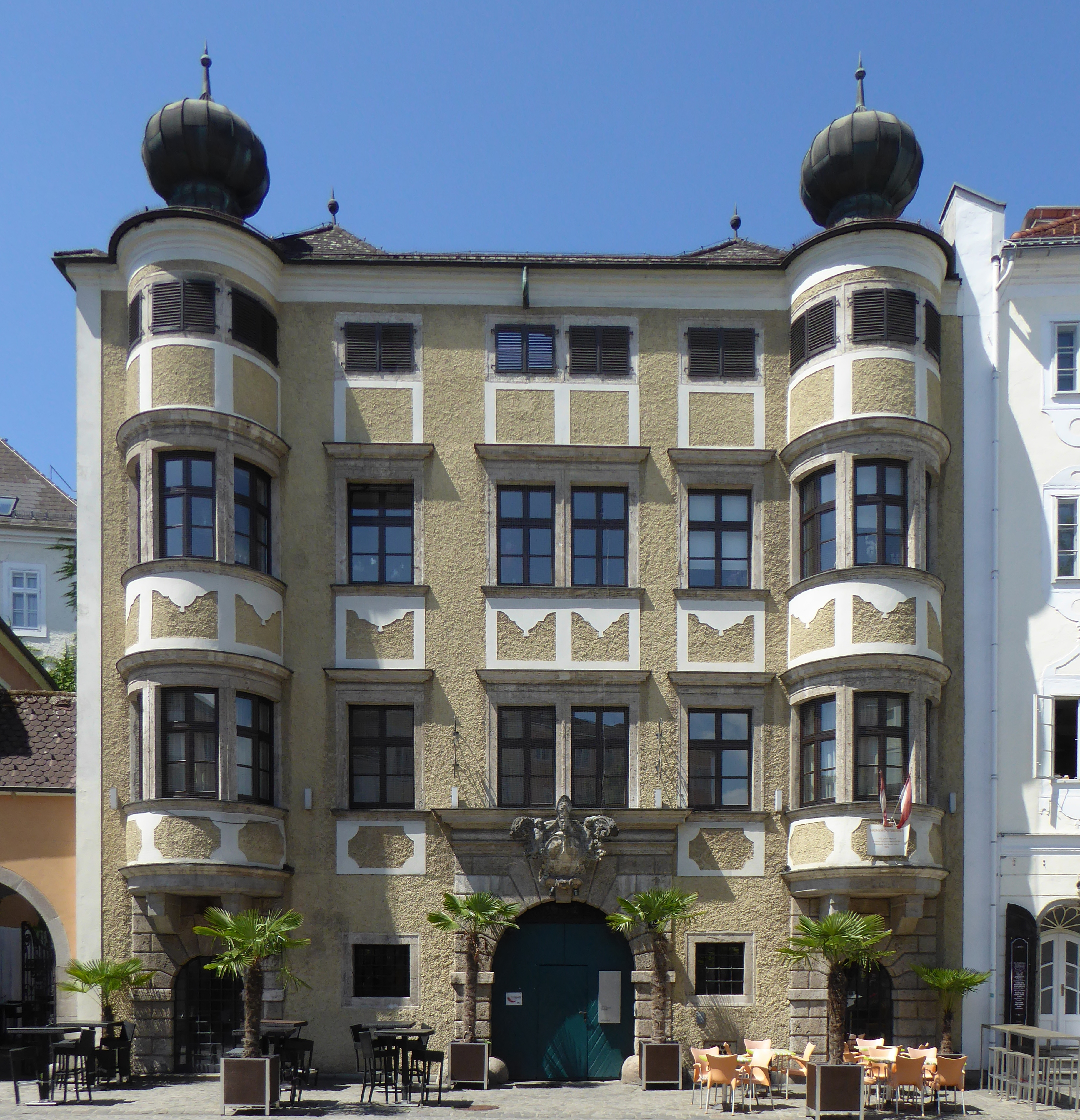
Kremsmünstererhaus.
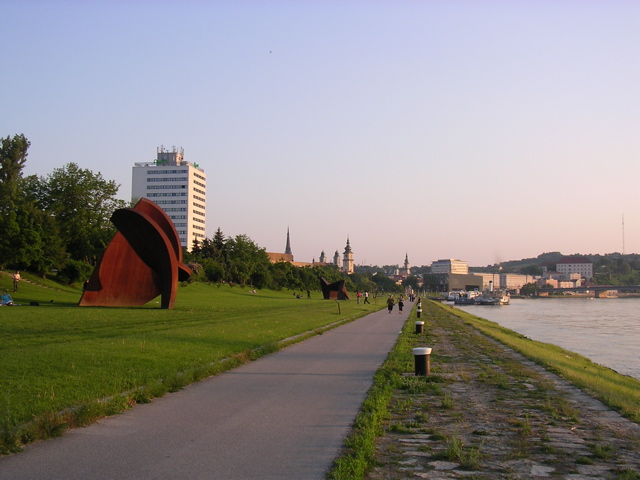
Donaulände.
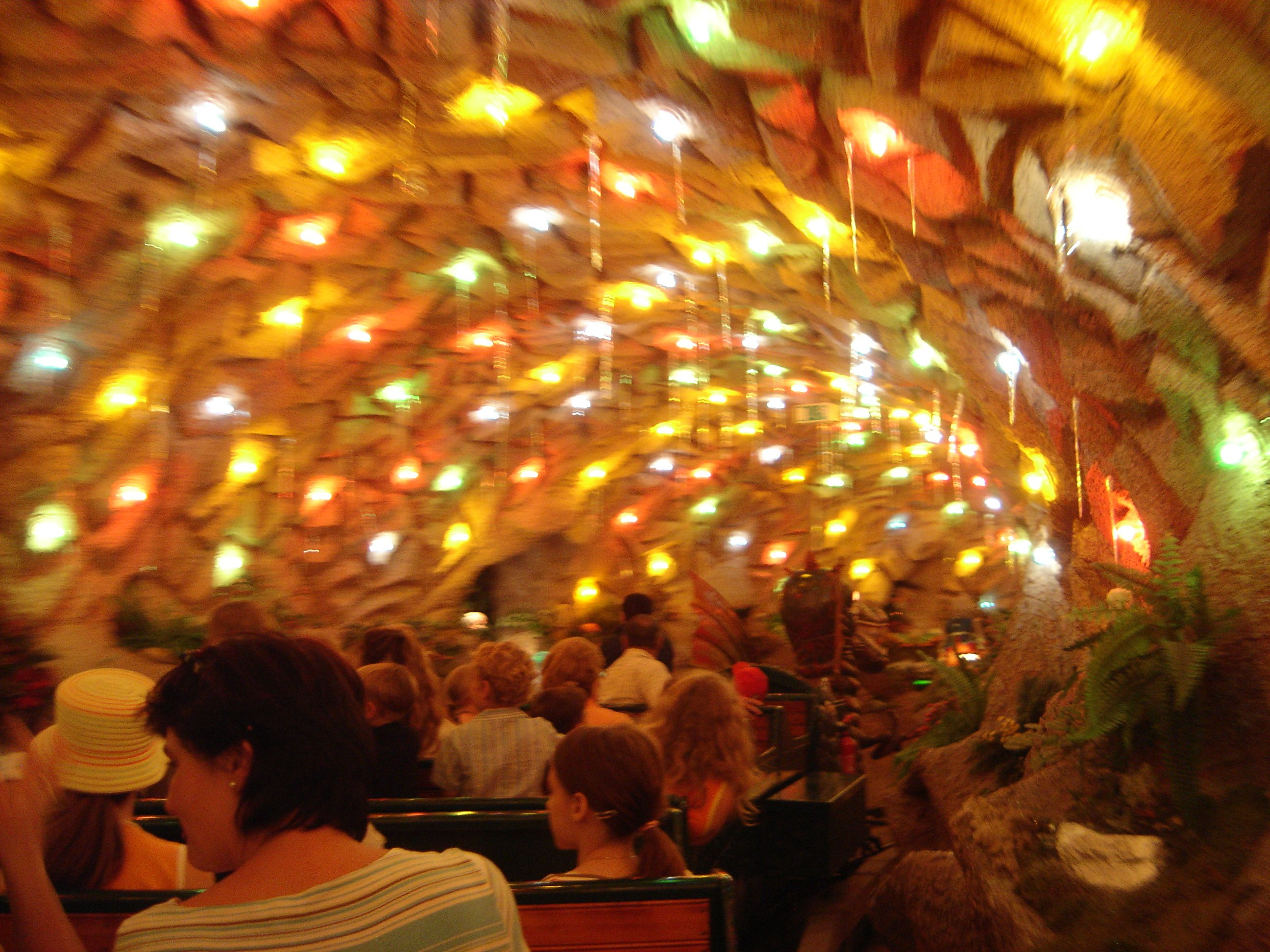
Grottenbahn.
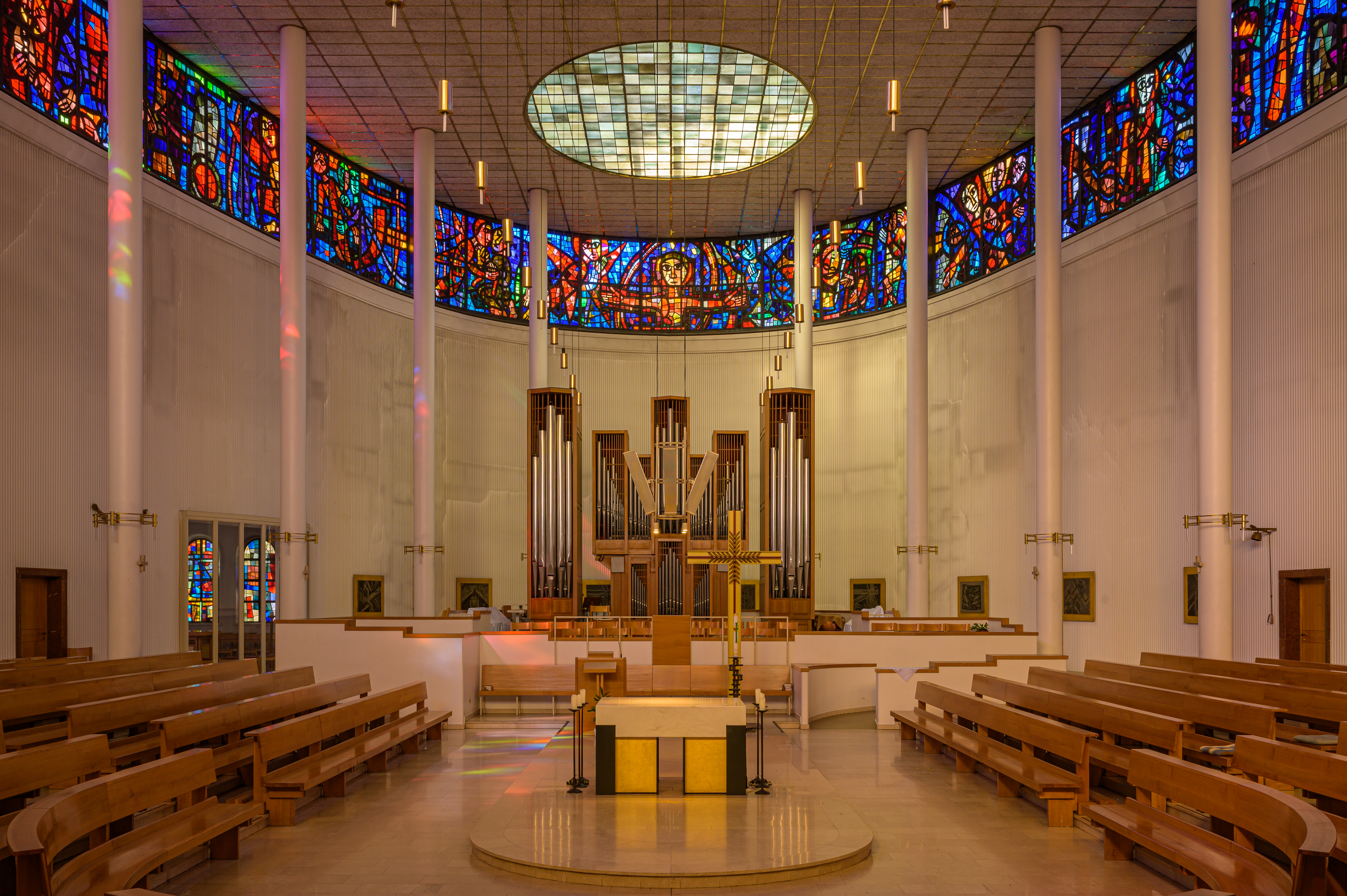
Intérieur de la Pfarrkirche St. Michael (Linz) (de). Septembre 2022.

## Universités
- L'Université Johannes Kepler de Linz est située au nord-est de Linz et abrite des facultés de droit, d'économie, de sciences sociales, de médecine, d'ingénierie et de sciences ; environ 19 170 étudiants sont inscrits (2016/2017).
- Université d'art et de design de Linz ; 1 328 étudiants (2016/2017).
- Fachhochschule Haute-Autriche, Campus Linz ; 879 étudiants (2017/2018).
- Université privée Anton Bruckner pour la musique, le théâtre et la danse; 871 étudiants (2017/2018).
- Collège d'enseignement Haute-Autriche; sur 3.000 étudiants.
- Collège d'enseignement du diocèse de Linz.
- Université privée catholique Linz ; 341 étudiants (2017/2018), qui est une faculté papale depuis 1978.
- LIMAK Austrian Business School.
- KMU Akademie AG (Middlesex University London).

## Transports
La ville est desservie par les chemins de fer autrichiens. La ville dispose d'un aéroport et d'un port fluvial.
Les principales lignes de chemin de fer qui partent de la gare centrale (Linz Hauptbahnhof) sont la Vienne-Linz-Salzbourg-Munich-Paris, la Linz-Wels-Passau-Nuremberg-Paris et la Linz-Leoben-Graz. La région métropolitaine est desservie par le S-Bahn de Haute-Autriche. La gare centrale de Linz a été récompensée à sept reprises (de 2005 à 2011) par l'ÖAMTC en tant que plus belle gare d'Autriche.

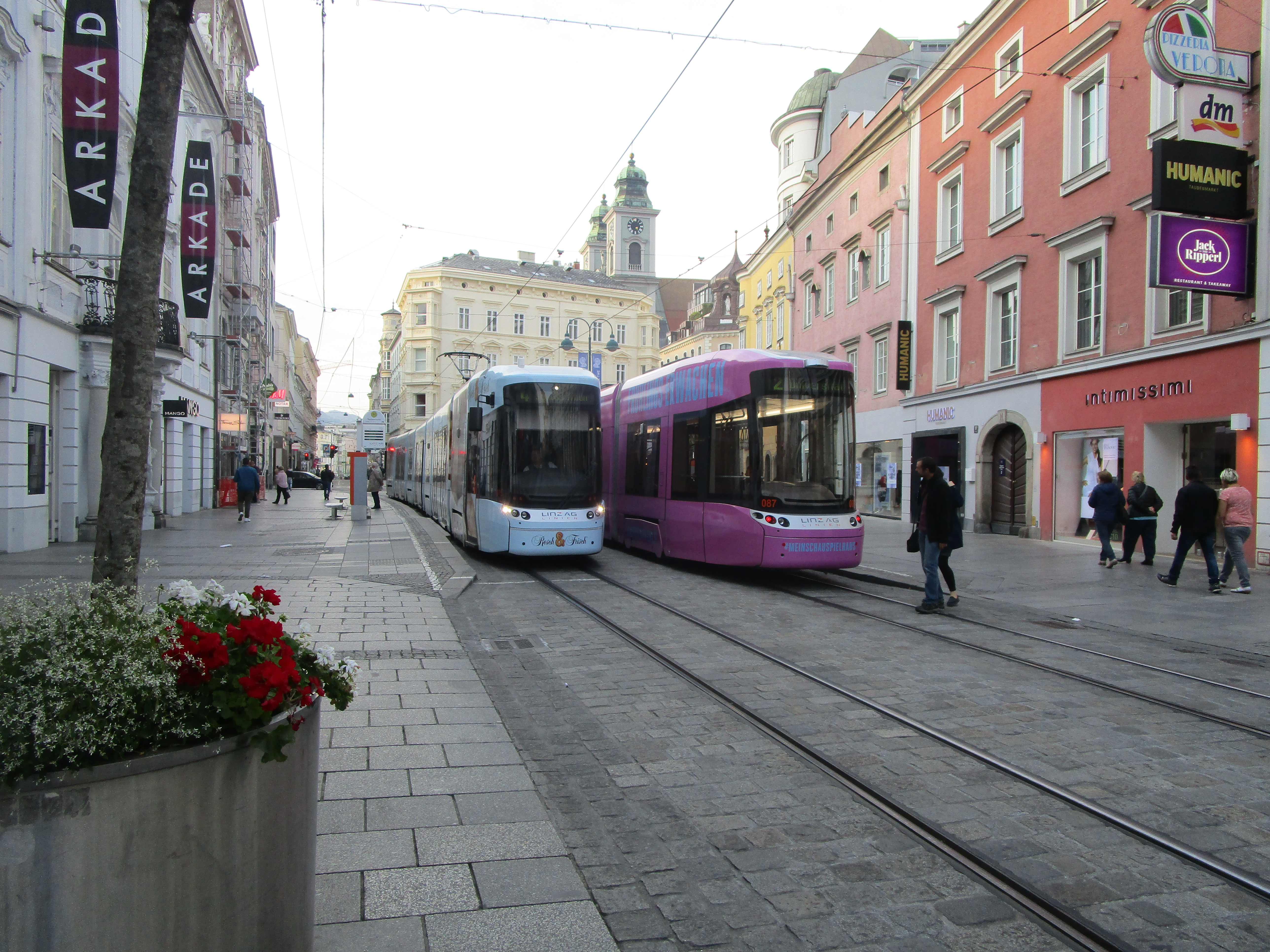
Deux tramways.

La ville dispose d'un réseau de tramway moderne avec de nouveaux véhicules Eurotram et en partie des stations de métro autour de la gare principale. Il y a aussi une flotte de bus moderne.

## Célébrités
Personnes qui sont nées ou qui ont vécu à Linz :
- Anton Bruckner (1824-1896) compositeur
- Joseph Fouché (1759-1820) homme politique français
- Adolf Hitler (1889-1945) homme politique et dictateur allemand
- Susanna Kubelka (1942-2024) écrivain
- Johannes Kepler (1571-1630) astronome
- Johann Gregor Memhardt (1607-1678), architecte, fortificateur de Berlin
- Wolfgang Amadeus Mozart (1756-1791) compositeur
- Adalbert Stifter (1805-1868) écrivain
- Richard Tauber (1891-1948) chanteur d'opéra
- Adolf Kainz (1903-1948), champion olympique de kayak
- Grete Mostny (1914-1991), archéologue
- Heribert Sasse (1945-2016) acteur et metteur en scène
- Rober Schönmayr (1947-) neurochirurgien
- Sieglinde Wagner (1921-2003) cantatrice
- Erika Mahringer (1924-2018) skieuse alpine
- Igo Hofstetter (1926-2002) compositeur
- Parov Stelar (1974-) compositeur et producteur de musique électronique
- Elfriede Trautner (1925-1989), graveuse autrichienne
- Ludwig Wittgenstein (1889-1951) philosophe

## Sports

### Clubs
Il y a 302 clubs sportifs à Linz.
- Football : LASK Linz, Blau-Weiß Linz, VÖEST Linz (disparu en 1997)
- Hockey : EHC Linz
- Tennis de Table : Linz AG Froschberg.
- Volley-ball : ASKÖ Linz-Steg
- Handball : HC Linz AG, ATSV Linz, Sportunion Edelweiss Linz

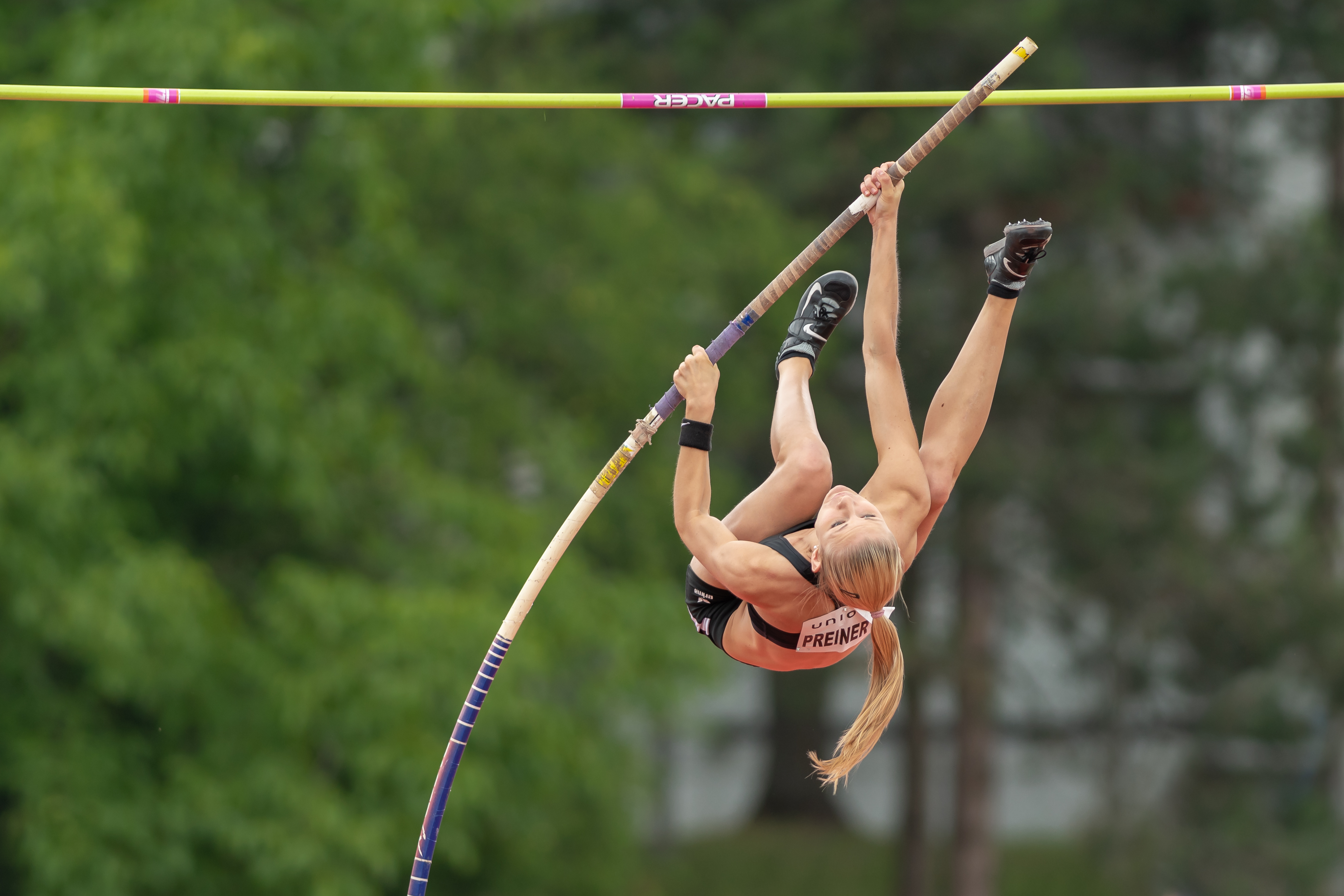
Katrin Preiner au saut à la perche, au Gala de Linz en 2018

### Compétitions sportives accueillies
- Championnat du monde de snowboard en 1996
- Tournoi de tennis de Linz (circuit WTA)
- Championnat du monde de ski nautique en 2007

## Évêché
- Diocèse de Linz
- Cathédrale de Linz

## Villes jumelées
- Charlottenburg-Wilmersdorf (Allemagne) depuis 1995, arrondissement de Berlin
- České Budějovice (Tchéquie) depuis 1987
- Chengdu (Chine) depuis 1983
- Gabès (Tunisie) depuis 1977
- Halle (Saale) (Allemagne) depuis 1975
- Kansas City (États-Unis) depuis 1988
- Gwangyang (Corée du Sud) depuis 1988
- Linköping (Suède) depuis 1995
- Linz am Rhein (Allemagne) depuis 1987
- Modène (Italie) depuis 1992
- Nijni Novgorod (Russie) depuis 1993
- Norrköping (Suède) depuis 1995
- San Carlos (Nicaragua) depuis 1988
- Tampere (Finlande) depuis 1995
- Zaporijjya (Ukraine) depuis 1983
- Gorizia (Italie)